# Battaglia di Stalingrado
Con il termine battaglia di Stalingrado (in russo Сталинградская битва?, Stalingradskaja bitva, in tedesco Schlacht von Stalingrad) si intendono i duri combattimenti svoltisi durante la seconda guerra mondiale che, tra l'estate del 1942 e il 2 febbraio 1943, opposero i soldati dell'Armata Rossa alle forze tedesche, italiane, rumene e ungheresi per il controllo della regione strategica tra il Don e il Volga e dell'importante centro politico ed economico di Stalingrado (oggi Volgograd), sul fronte orientale.
La battaglia, iniziata con l'avanzata delle truppe dell'Asse fino al Don e al Volga, ebbe termine, dopo una serie di fasi drammatiche e sanguinose, con l'annientamento della 6ª Armata tedesca rimasta circondata a Stalingrado e con la distruzione di gran parte delle altre forze germaniche e dell'Asse impegnate nell'area strategica meridionale del fronte orientale.
Questa lunga e gigantesca battaglia, definita da alcuni storici come «la più importante di tutta la seconda guerra mondiale», segnò la prima grande sconfitta politico-militare della Germania nazista e dei suoi alleati e satelliti sul fronte orientale nonché l'inizio dell'avanzata sovietica verso ovest che sarebbe terminata due anni dopo con la conquista del palazzo del Reichstag e il suicidio di Hitler nel bunker della Cancelleria durante la battaglia di Berlino.

## Operazione Blu

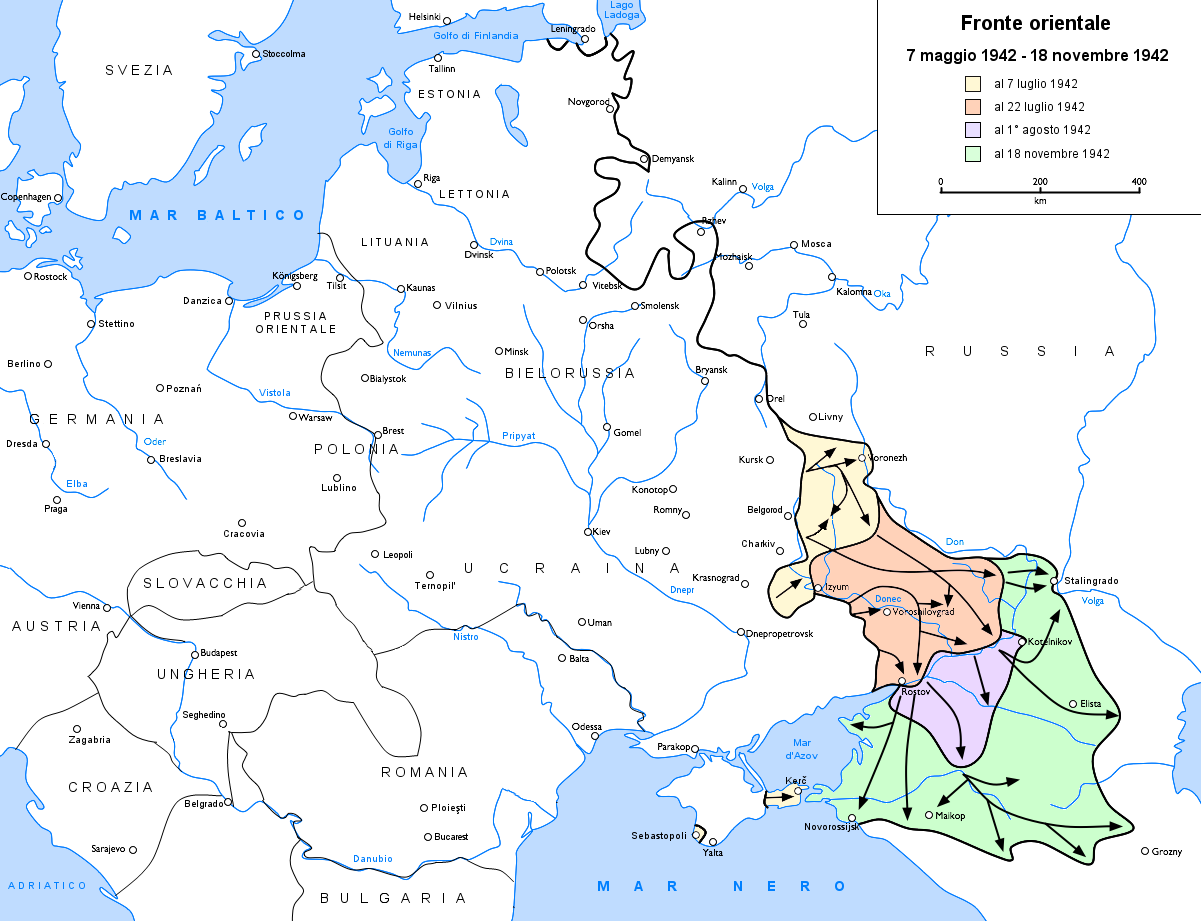
L'avanzata tedesca durante l'operazione Blu, dal maggio al novembre 1942

Nella primavera del 1942 Adolf Hitler era fermamente deciso a riprendere l'iniziativa sul fronte orientale dopo il brusco fallimento della battaglia di Mosca a causa della controffensiva dell'Armata Rossa durante il rigido inverno russo. Freddo, ghiaccio e neve, uniti ai potenti e inaspettati contrattacchi sovietici, avevano notevolmente indebolito la Wehrmacht che, pur mantenendo la sua coesione e avendo evitato una rotta "napoleonica" (secondo Hitler grazie alla sua risolutezza e alla sua decisione di ordinare la resistenza sul posto alle truppe), non disponeva più delle forze sufficienti a sferrare una nuova offensiva generale paragonabile all'operazione Barbarossa dell'estate precedente.
Il 5 aprile 1942 Hitler emanava la fondamentale Direttiva 41 con la quale definiva sin nei dettagli tattici lo sviluppo previsto della nuova grande offensiva e delineava, in realtà in modo abbastanza nebuloso, gli obiettivi geostrategici dell'operazione Blu (Fall Blau in tedesco) da cui si aspettava un successo decisivo. L'offensiva tedesca, che avrebbe impegnato due gruppi di armate, oltre un milione di soldati con circa 2 500 carri armati, supportati da quattro armate satelliti rumene, italiane e ungheresi (altri 600 000 uomini circa) sarebbe stata scatenata nella Russia meridionale con lo scopo di conquistare i bacini del Don e del Volga, distruggere le importanti industrie di Stalingrado (nodo di comunicazioni ferroviarie e fluviali e centro produttivo meccanico importantissimo) e quindi puntare fino ai pozzi petroliferi del Caucaso, assicurando alla Germania le risorse energetiche sufficienti per proseguire la guerra. Tale ambiziosa direttiva si basava principalmente sull'errato assunto da parte di Hitler di un presunto esaurimento irreversibile, materiale e morale, dell'Armata Rossa dopo le enormi perdite subite nella campagna 1941-42.

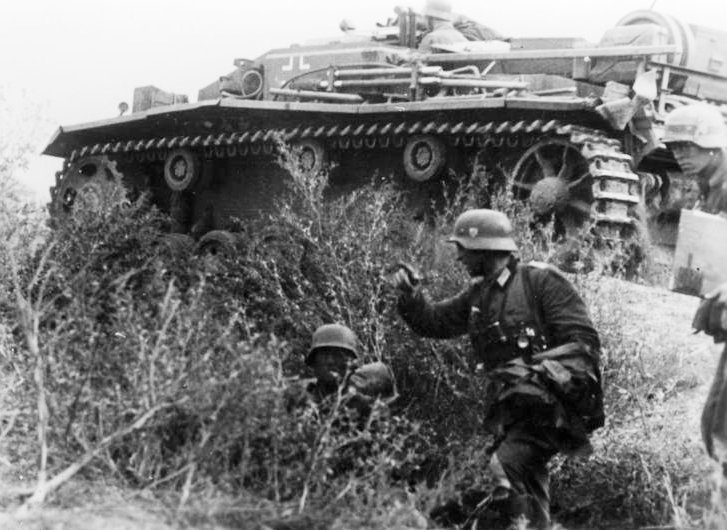
Soldati tedeschi nella steppa con l'appoggio di uno StuG III

L'operazione, inizialmente prevista per i primi di maggio, subì notevoli ritardi a causa dell'aspra resistenza sovietica nell'assedio di Sebastopoli, della necessità di eseguire alcune operazioni preliminari di rettifica del fronte e di opporsi ad alcuni prematuri e inefficaci tentativi offensivi sovietici (seconda battaglia di Char'kov). Di fatto, dopo questi successi tedeschi che costarono oltre 400 000 perdite ai sovietici e favorirono notevolmente il successo iniziale dell'operazione Blau, l'offensiva iniziò il 28 giugno nella regione di Voronež e il 30 giugno in quella del Donec. Il successo tedesco, favorito anche da grossi errori d'informazione e di pianificazione di Stalin e dello Stavka fu immediato e portò al rapido sfondamento generale del fronte russo meridionale. In realtà le ambiziose manovre di accerchiamento ideate da Hitler e dai suoi generali riuscirono solo in parte anche a causa dei tempestivi ordini di ritirata diramati da Stalin per evitare nuove catastrofiche sconfitte, ma i guadagni territoriali furono notevoli e rapidissimi.
Mentre la ritirata sovietica in direzione del Don, di Stalingrado e del Caucaso rischiava di degenerare in rotta, i due gruppi d'Armate tedeschi procedevano verso est (Gruppo d'armate B del generale Maximilian von Weichs) e verso sud (Gruppo d'armate A del feldmaresciallo Wilhelm List) occupando in successione Voronež, Millerovo e Rostov. Mentre le truppe di Hitler procedevano nell'assolata steppa estiva, le truppe di appoggio satelliti italiane, rumene e ungheresi si schieravano progressivamente per difendere i fianchi allungati sul Don. A metà luglio la 6ª Armata tedesca, punta di diamante del Gruppo d'armate B, si avvicinava alla grande ansa del Don e affrontava le nuove truppe sovietiche affrettatamente impegnate da Stalin per frenare l'avanzata tedesca verso il Don e il Volga. Stalingrado, per la prima volta dall'inizio della "grande guerra patriottica", era realmente minacciata e aveva così inizio la grande battaglia.

## Prima fase della battaglia

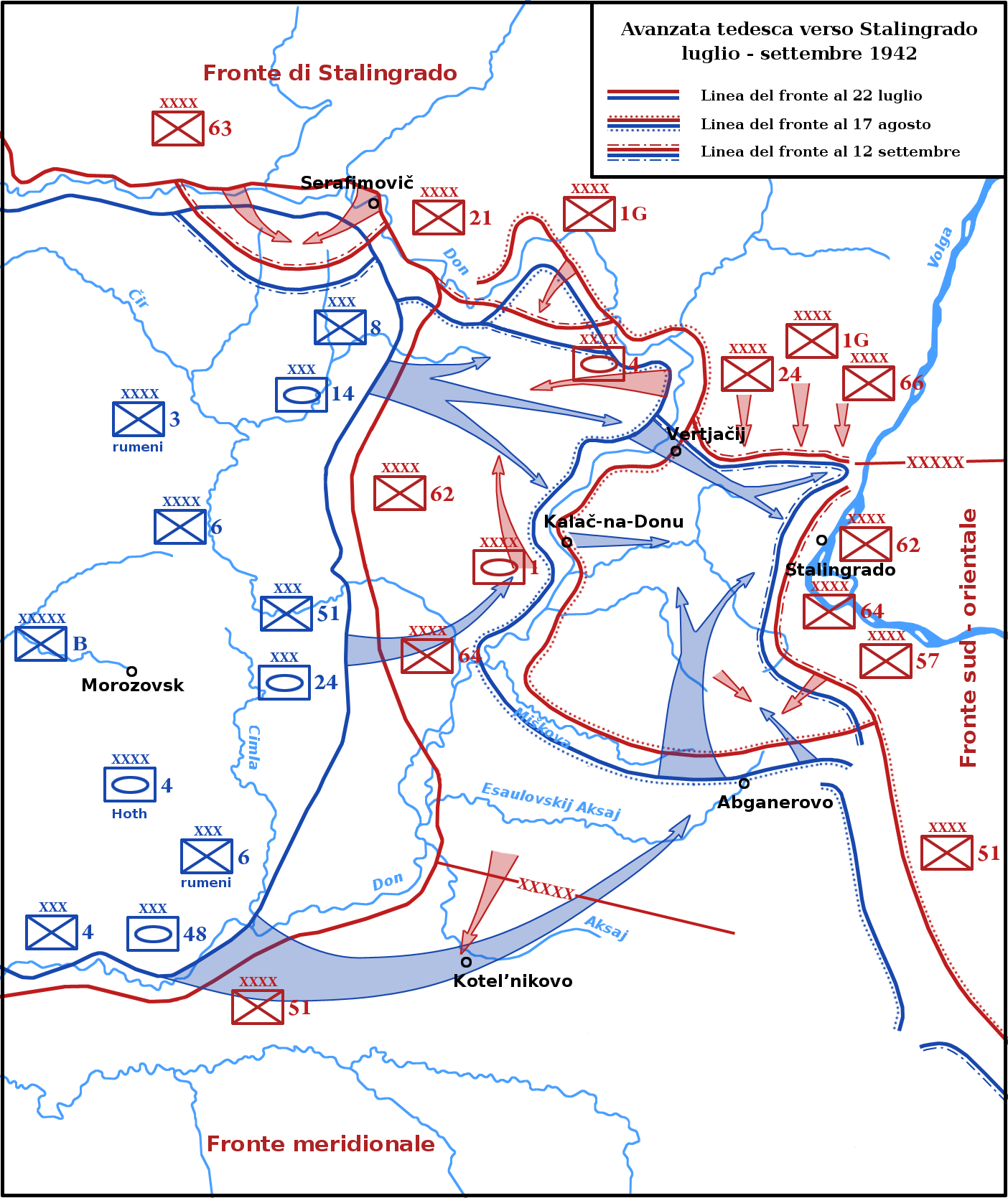
L'avanzata tedesca verso il Volga (luglio-settembre 1942)

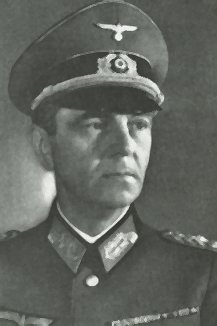
Friedrich Paulus, comandante della 6ª Armata tedesca

### La marcia su Stalingrado
Secondo la storiografia sovietica la battaglia di Stalingrado ebbe inizio il 17 luglio 1942; in questa data il raggruppamento offensivo tedesco del generale Friedrich Paulus, comandante in capo della 6ª Armata, entrava in contatto nella grande ansa del Don con le forze sovietiche che Stalin aveva raggruppato con grande difficoltà, essendo provenienti dalle riserve strategiche dello Stavka, schierate molto lontane dal settore meridionale del fronte orientale, per sbarrare l'accesso al Volga e alla città che portava il nome del dittatore.
Fin dall'inizio le forze sovietiche (62ª Armata, 63ª Armata e 64ª Armata) pur in parte disorganizzate e demoralizzate dalla vista delle masse di truppe in rotta e dalla fiumana dei civili in fuga, dimostrarono combattività e cercarono, con i loro scarsi mezzi, di frenare le colonne corazzate tedesche le quali, pur apparentemente inarrestabili, avevano seri problemi di rifornimenti di carburante con conseguente necessità di alcune pause dell'avanzata. Nel frattempo, il 28 luglio Stalin emanò l'Ordine numero 227, col quale esortava i soldati a non abbandonare le proprie posizioni sul campo di battaglia.
(Ordine numero 227 (prikaz) di Stalin del 28 luglio 1942)

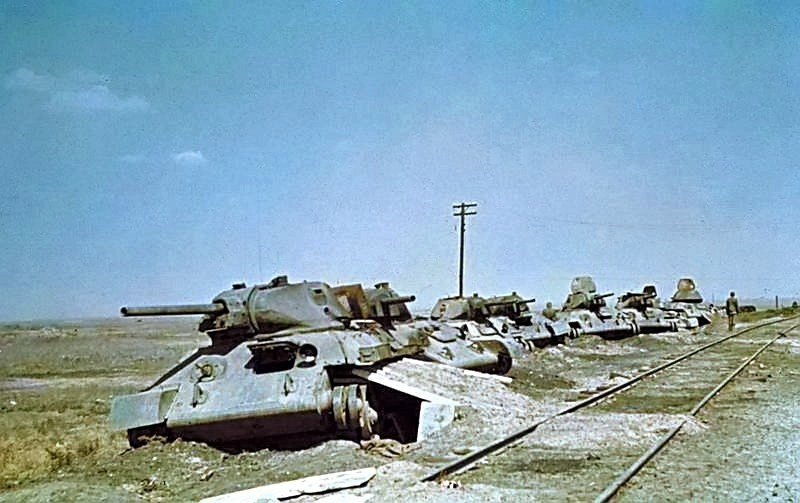
Relitti di T-34 sovietici; le perdite sovietiche all'inizio della battaglia furono fortissime

La città di Stalingrado era di fondamentale importanza strategico-economica per l'Unione Sovietica: la sua perdita avrebbe intaccato in modo rilevante le risorse industriali e avrebbe compromesso i collegamenti con il Caucaso e i suoi vitali bacini petroliferi. Per Stalin inoltre costituiva un motivo di propaganda bellica e di prestigio personale giacché era intitolata a lui; il dittatore sovietico era anche convinto del possibile rischio di un crollo morale dell'Armata Rossa e dell'intero Paese nel caso di ulteriori ripiegamenti senza combattere e dell'abbandono di terre della Russia "profonda". Per queste ragioni, dopo le iniziali ritirate estive, Stalin diramò il famoso prikaz n. 227 del 28 luglio con cui esortava alla resistenza sul posto e ordinava di rafforzare la disciplina e la lotta contro i "seminatori di panico". Stalin s'impegnò quindi con grande energia in una difesa a oltranza di Stalingrado e della regione Don-Volga, richiamando tutte le forze disponibili. A tale scopo decise di impiegare i suoi migliori generali, inviando prima sul posto Aleksandr Michajlovič Vasilevskij e quindi a fine agosto spedendo anche Georgij Konstantinovič Žukov, e sostituendo continuamente i comandanti sul campo alla ricerca di nuovi uomini più capaci.

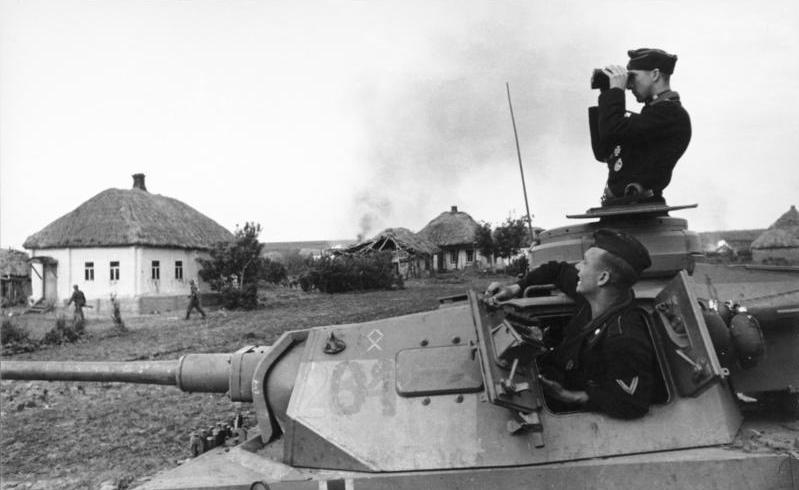
I panzer tedeschi avanzano apparentemente inarrestabili

Il Fronte di Stalingrado, inizialmente al comando del maresciallo Semën Konstantinovič Timošenko, passò così prima all'incapace generale Vasilij Gordov e quindi venne assegnato all'esperto e duro generale Andrej Ivanovič Erëmenko; mentre alla 62ª Armata, nucleo principale delle difese sovietiche, il generale Anton Lopatin venne sostituito a partire dal 12 settembre, quando già l'armata era stata respinta dentro Stalingrado, con il generale Vasilij Ivanovič Čujkov.
Le prime fasi della battaglia furono caratterizzate da tenaci sforzi difensivi sovietici, che vennero costantemente superati dalle forze tedesche dopo duri scontri, e da alcuni tentativi di contrattacco delle limitate forze corazzate sovietiche disponibili che vennero schiacciate, con pesanti perdite, dalle manovre delle Panzer-Division tedesche (24. e 16. Panzer-Division). Il generale Paulus fece piena mostra delle sue qualità di professionista estremamente preparato e di stratega meticoloso e intelligente: a fine luglio le difese sovietiche nella grande ansa del Don erano ormai state disperse o distrutte e le truppe rimaste tentavano di ripiegare combattendo a est del Don, mentre la situazione si aggravava ulteriormente con il profilarsi della minaccia da sud proveniente dalla 4. Panzerarmee del generale Hermann Hoth, che Hitler aveva dirottato dalla sua iniziale destinazione nel Caucaso per accelerare le operazioni contro Stalingrado da cui il Führer si aspettava un decisivo successo strategico e propagandistico.
Durante la prima settimana di agosto il generale Paulus rastrellò metodicamente la regione a ovest del Don e si riorganizzò per attraversare il fiume puntando quindi su Stalingrado mentre il generale Hoth, già a est del fiume, progredì verso nord a partire dalla regione di Kotel'nikovo-Abganerovo sempre in direzione della città, frenato dalla tenace difesa delle truppe sovietiche.

### Agosto e settembre, la battaglia nelle rovine di Stalingrado
(Diario di un soldato sovietico)

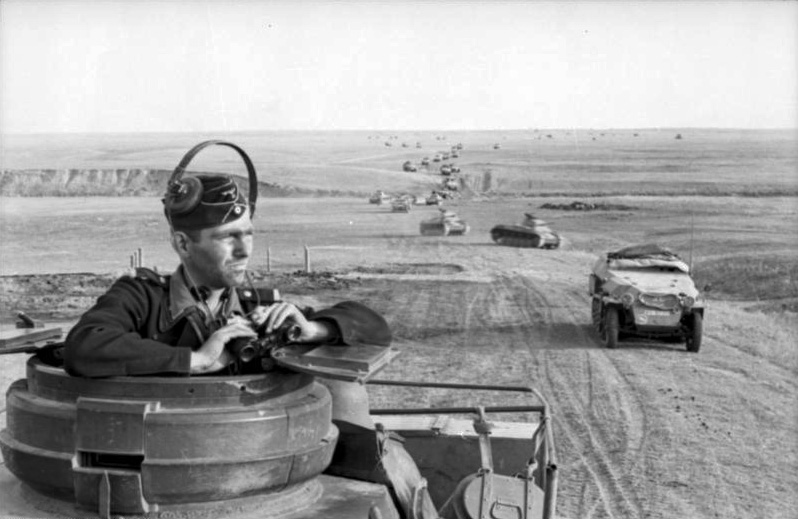
Un comandante di panzer della 24. Panzer-Division osserva l'orizzonte: Stalingrado è in vista

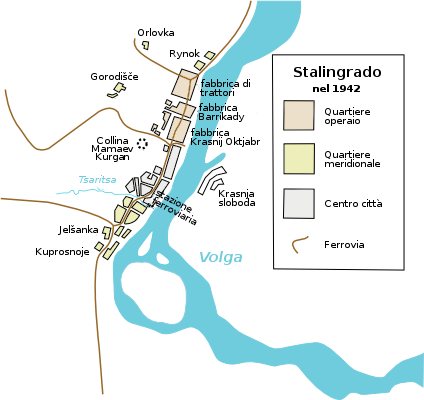
Stalingrado, la "città fatale" sulle rive del Volga

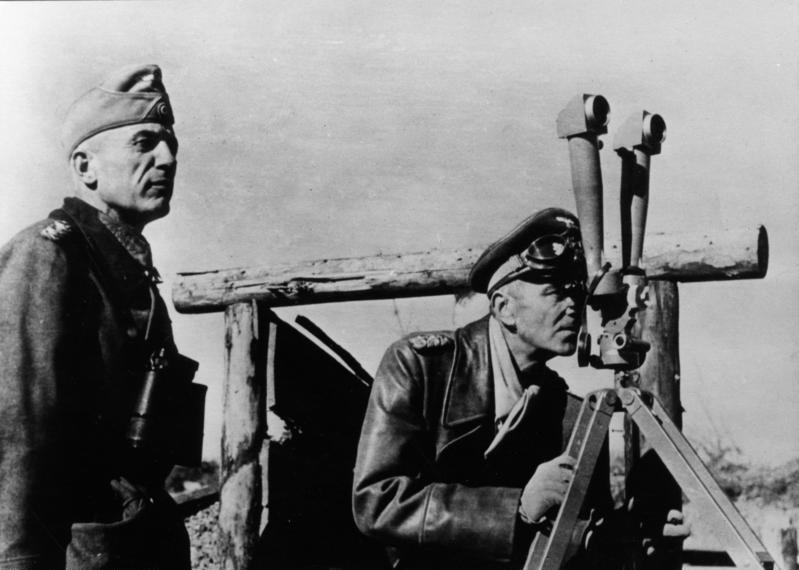
Paulus osserva il profilo della "città di Stalin"; accanto a lui (a sinistra nella foto) il generale Walther von Seydlitz-Kurzbach

La fase più drammatica della battaglia dal punto di vista sovietico ebbe inizio il 21 agosto 1942: in quella giornata la 6ª Armata del generale Paulus conquistava teste di ponte a est del Don e lanciava le sue forze corazzate concentrate in una puntata diretta nel corridoio Don-Volga in direzione di quest'ultimo fiume nella regione settentrionale della città. Il 23 agosto 1942 la 16. Panzer-Division del generale monco Hans-Valentin Hube, dopo aver superato una debole resistenza, irrompeva improvvisamente sul Volga a nord di Stalingrado tagliando fuori in questo modo la città dai collegamenti da nord.
La guerra si manifestò per la prima volta agli abitanti di Stalingrado in tutta la sua drammaticità nel pomeriggio di quello stesso 23 agosto, quando la Luftwaffe eseguì il primo massiccio e devastante bombardamento a tappeto, colpendo duramente la popolazione civile. La coraggiosa difesa contraerea di un gruppo di ragazze-soldato rappresentò un primo segnale della volontà di battersi delle truppe. La popolazione era rimasta in gran parte bloccata dentro la città, sia a causa della rapidità dell'avanzata tedesca, ma anche per la volontà di Stalin di non autorizzare un'evacuazione per non scatenare il panico e per dare un segnale di ottimistica tenacia.
Nella notte tra il 23 e il 24 agosto, Stalin intervenne personalmente telefonando al generale Erëmenko (passato al comando del Fronte di Stalingrado dal 9 agosto) spronandolo brutalmente a resistere, a contrattaccare e a non farsi prendere dal panico. Dietro la maschera di risolutezza, il dittatore sovietico era probabilmente consapevole della drammaticità della situazione, ma in quelle stesse ore egli continuò a mostrare ottimismo durante i burrascosi incontri al Cremlino direttamente con Winston Churchill, giunto a Mosca anche per comunicare al suo alleato l'infausta notizia che non ci sarebbe stato alcun secondo fronte in Europa nel 1942, e che quindi l'Unione Sovietica avrebbe dovuto resistere da sola.
Nei giorni successivi Stalin richiamò a sud dalla regione di Mosca il generale Žukov per organizzare immediati e frettolosi contrattacchi (con truppe e mezzi inadeguati) a nord della testa di ponte tedesca sul Volga nella speranza di allentare la pressione nemica sulla città; questi contrattacchi, sferrati a più riprese alla fine di agosto e ancora a settembre, fallirono tutti con sanguinose perdite di uomini e mezzi. Le colline a nord di Stalingrado si trasformarono in un cimitero di carri armati sovietici distrutti dagli anticarro tedeschi. In questo modo, tuttavia, Stalin riuscì almeno a impedire un'estensione della testa di ponte verso sud e il centro della città, creando problemi ai tedeschi e al generale Paulus, anch'egli alla ricerca di rinforzi ed equipaggiamenti di rincalzo.
Nei primi giorni di settembre, la situazione sovietica peggiorò ulteriormente con la comparsa da sud della 4ª Armata corazzata del generale Hoth che, con un'abile manovra di aggiramento, superò le precarie difese sovietiche, si collegò il 4 settembre con le truppe della 6ª Armata in avanzata frontale da ovest verso Stalingrado e raggiunse a sua volta il Volga a sud della città. Ora la 62ª Armata (di cui Čujkov avrebbe assunto il comando il 12 settembre) si trovava, gravemente indebolita, isolata da nord dai panzer di Hube, da sud dalle truppe di Hoth, attaccata frontalmente dal grosso della 6ª Armata di Paulus e con le spalle al Volga. In questa fase lo spazio occupato dai sovietici a ovest del fiume era appena di alcuni chilometri.
Proprio il 12 settembre Hitler conferiva con i generali Paulus e von Weichs (comandante del Gruppo d'Armate "B" da cui dipendeva la 6ª Armata) al suo Quartier generale ucraino di Vinnycja; a dispetto dei resoconti post-factum, sembra che la riunione sia stata caratterizzata da un certo ottimismo generale anche da parte dei comandanti sul campo, prevalentemente preoccupati da aspetti di natura logistica ma piuttosto sicuri di ottenere una definitiva vittoria nell'area e di conquistare la città entro dieci giorni; inoltre si parlò a lungo dei piani da eseguire dopo la vittoriosa conclusione della battaglia. Sempre in quello stesso giorno, al Cremlino cominciavano anche le discussioni tra Stalin, Vasilevskij e Žukov, richiamati dal fronte per riesaminare la situazione dopo i fallimentari contrattacchi sovietici, da cui sarebbero scaturiti i primi progetti della successiva controffensiva strategica di novembre (operazione Urano).

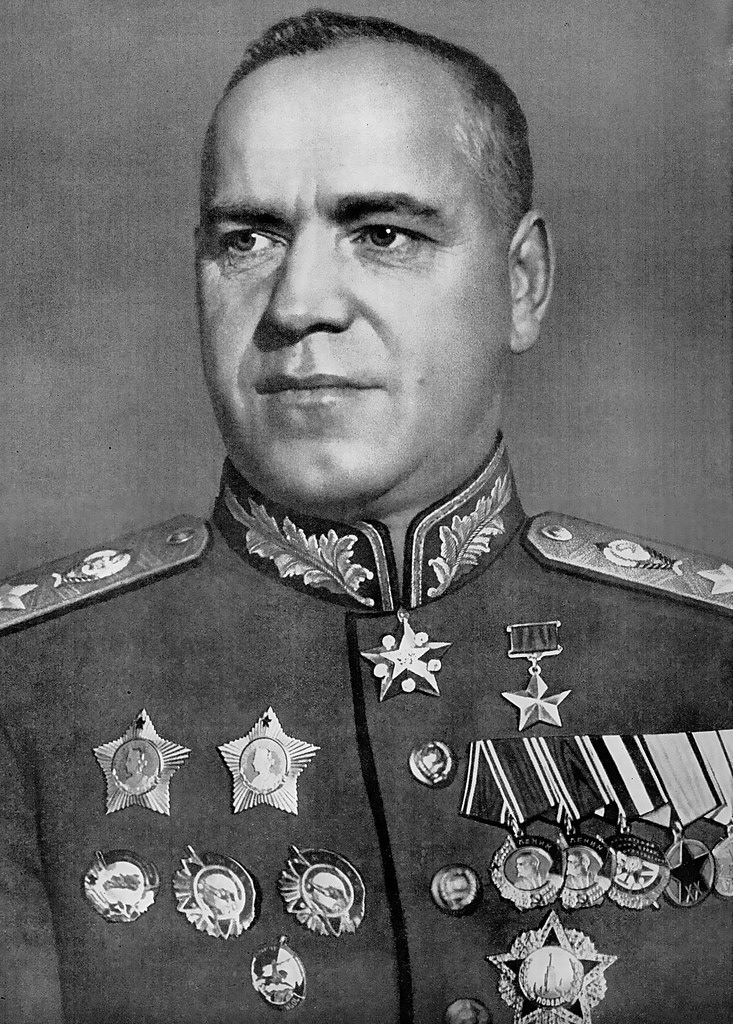
Georgij Konstantinovič Žukov. Il generale intervenne nel settore di Stalingrado alla fine di agosto, su ordine di Stalin, per cercare di salvare la situazione. Più tardi, insieme al generale Aleksandr Michajlovič Vasilevskij, progettò e organizzò la controffensiva sovietica. Il 1º gennaio 1943 venne nominato maresciallo dell'Unione Sovietica

Il 13 settembre iniziò la fase più sanguinosa della battaglia: la 6ª Armata (alla quale, sotto il comando del generale Paulus, erano state aggregate operativamente anche le truppe del generale Hoth che erano posizionate a sud della città) sferrava il primo massiccio attacco frontale contro la città e la battaglia si trasformava in una lotta quartiere per quartiere, palazzo per palazzo, e stanza per stanza. La città si trovava ormai in una situazione drammatica: devastata dai bombardamenti e in preda agli incendi, gli approdi dei battelli per l'oltre-Volga distrutti, la popolazione evacuata nel caos, sui battelli colpiti sistematicamente dagli aerei tedeschi, le truppe sovietiche asserragliate nei palazzi in rovina o nelle fabbriche devastate, i quartier generali disposti in precari bunker sul margine del fiume, i depositi di petrolio in fiamme.

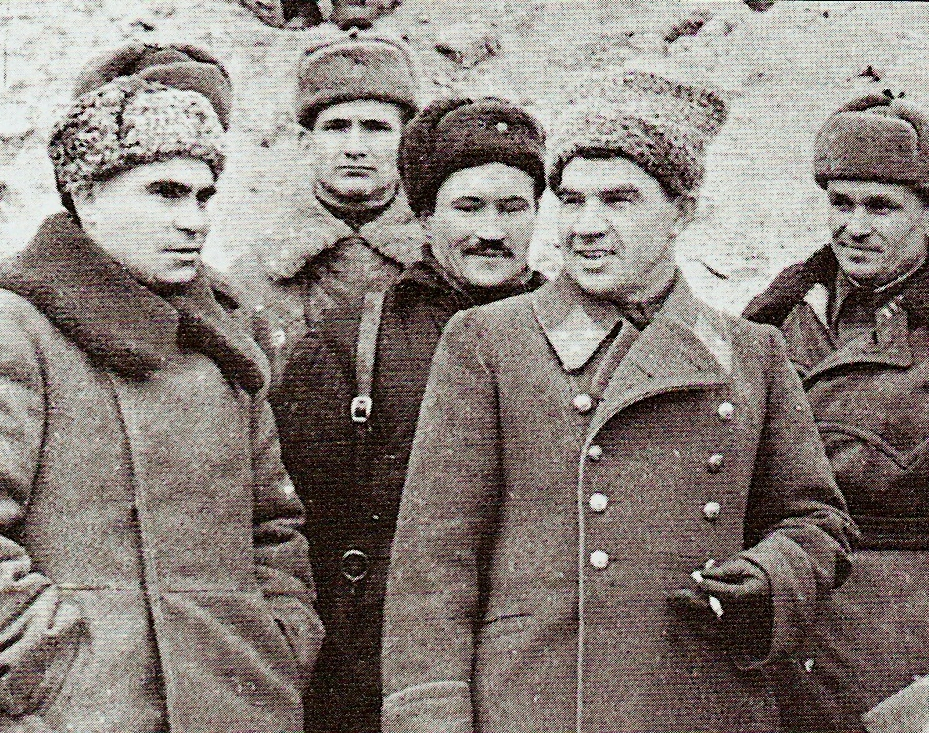
Vasilij Ivanovič Čujkov, l'ostinato difensore di Stalingrado (in primo piano a destra), insieme ai suoi ufficiali durante la battaglia

Il generale Čujkov posizionò i suoi posti di comando vicinissimo alle prime linee, rischiando spesso la vita. Ufficiale molto energico, impermeabile al pessimismo e pieno di risorse, organizzò la ostinata resistenza della sua 62ª Armata con lo scopo di impedire la conquista della città da parte dei tedeschi, di logorare le forze nemiche e di guadagnare tempo per permettere allo Stavka e a Stalin di organizzare le forze di riserva necessarie per una grande offensiva invernale. Il generale Žukov aveva stabilito in 45 giorni, poi diventati due mesi, il tempo necessario a scatenare il grande attacco durante il quale la 62ª Armata combatté tenacemente sulle rovine di Stalingrado. «A Stalingrado il tempo è sangue», divenne il motto sovietico di quei giorni, parafrasando il più famoso «il tempo è denaro».
L'attacco in forze del generale Paulus del 13 settembre, appoggiato dall'intervento in massa della Luftwaffe, si scatenò molto violento, con l'impiego diretto nelle vie cittadine dei panzer, nella parte centro-meridionale della città in direzione degli approdi principali sul Volga; era nel progetto del generale tedesco raggiungere il fiume in più punti, conquistare i vari imbarcaderi per i traghetti, frazionare e distruggere separatamente le varie sacche di resistenza, isolandole, se possibile, dal fiume con un'avanzata progressiva lungo la riva in direzione nord. Secondo Paulus la mancanza di mezzi adeguati rendeva impossibile un eventuale piano di attraversamento del fiume, prima di aver distrutto la 62ª Armata sovietica a ovest del Volga, per bloccare completamente l'afflusso degli aiuti che giungevano da est per mezzo dei traghetti. I tedeschi quindi dovettero sferrare una serie di attacchi frontali, dispendiosi e lenti, per conquistare in successione una via, un palazzo, una piazza, una stazione ferroviaria o una fabbrica in scontri ravvicinati sempre più aspri, affidandosi principalmente alla superiore potenza di fuoco derivante dai carri armati e dall'aviazione.

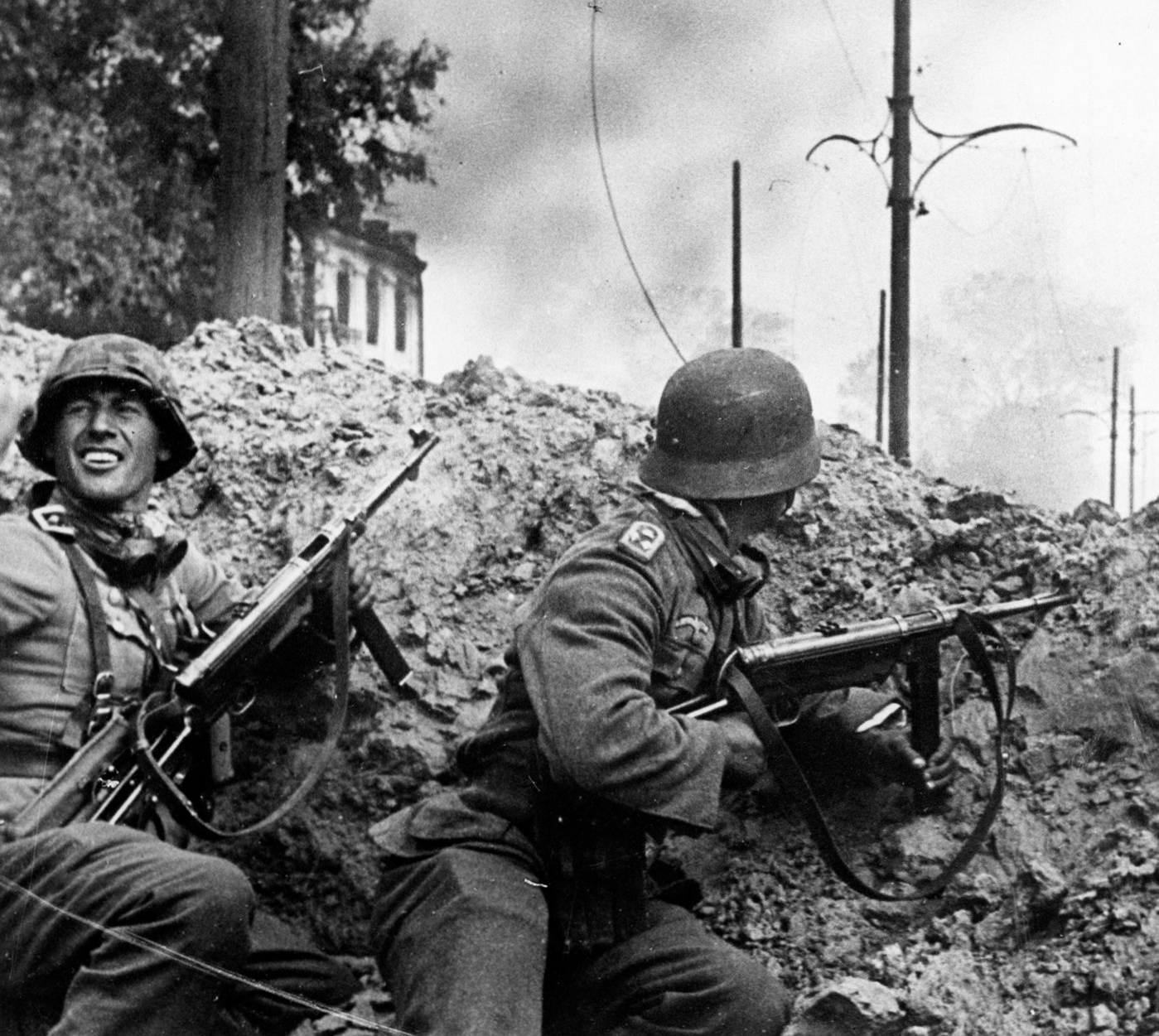
Due sottufficiali della 24. Panzer-Division in azione nell'area della stazione meridionale di Stalingrado il 15 settembre 1942.

I primi giorni sembrarono confortare i progetti del generale Paulus: i tedeschi riuscirono a sfondare e a raggiungere il Volga, bersagliarono i traghetti sovietici, occuparono la stazione ferroviaria principale (Stalingrad-1) ed estesero le loro conquiste verso il centro cittadino impossessandosi momentaneamente dell'importante Mamaev Kurgan (antica collina sepolcrale che dominava le rive del fiume). Altri reparti tedeschi rastrellarono anche i quartieri meridionali e conquistarono la stazione ferroviaria meridionale (Stalingrad-2). Čujkov, convinto della necessità di una difesa aggressiva basata su incursioni e scontri ravvicinati per diminuire il vantaggio di potenza di fuoco dei tedeschi, contrattaccò subito con l'aiuto di rinforzi scelti (13ª Divisione delle guardie del generale Rodimcev) traghettati faticosamente nella notte dall'oltre-Volga. Il contrattacco ebbe successo, frenando la spinta tedesca, riconquistando la Mamaev Kurgan e riprendendo momentaneamente la stazione che però sarebbe stata presto ripersa dopo scontri molto violenti. Risultò invece impossibile allontanare i tedeschi dal Volga.
Il miglioramento della situazione per i sovietici fu solo momentaneo: i tedeschi progredirono ancora verso il centro cittadino, la Mamaev Kurgan continuò a cambiare di mano per numerose settimane, la parte meridionale della città a sud del torrente Tsaritsa venne completamente conquistata dopo i cruenti combattimenti nel grande silos del grano. Alla fine di settembre il generale Paulus arrivò a piantare la bandiera del Reich sulla Piazza Rossa di Stalingrado nel centro cittadino.

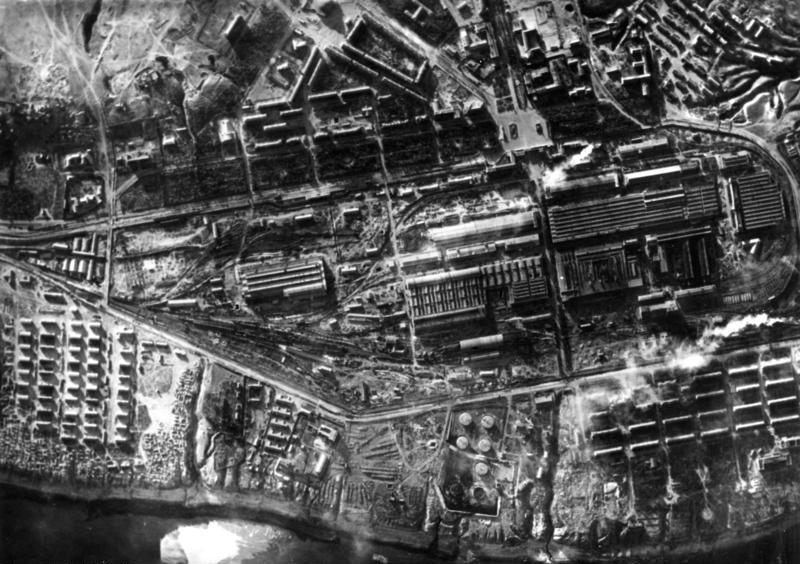
Il caposaldo della fabbrica di trattori di Stalingrado in una fotografia area della Luftwaffe del 1942

Al di là degli apparenti successi tattici la situazione del generale Paulus rimaneva non facile come confermato dalle continue richieste di rinforzi e dal nervosismo, manifestato anche dall'accentuarsi del suo tic al volto e della sua gastroenterite somatica. I sovietici non apparivano scoraggiati e continuavano a battersi con contrattacchi che costringevano a riprendere i combattimenti sempre negli stessi posti e per le stesse rovine. Le perdite tedesche salivano, il morale delle truppe cominciava a risentire della durezza e della lunghezza inattesa degli scontri, i continui attacchi sui fianchi dello schieramento tedesco sul Volga costringevano Paulus a dirottare parte delle forze a nord per proteggere il corridoio Don-Volga. Di notte attraverso il Volga i sovietici ricevevano rinforzi freschi e equipaggiamenti senza che la Luftwaffe o l'artiglieria tedesca riuscissero a interromperne il flusso. Nonostante questi problemi il 30 settembre Hitler espresse pubblicamente per la prima volta la sua ottimistica certezza di vittoria e la convinzione dell'invincibilità delle armi tedesche: il successo a Stalingrado era sicuro e nessuno avrebbe più allontanato i tedeschi dal Volga.

### Ottobre, i tedeschi vicini alla vittoria

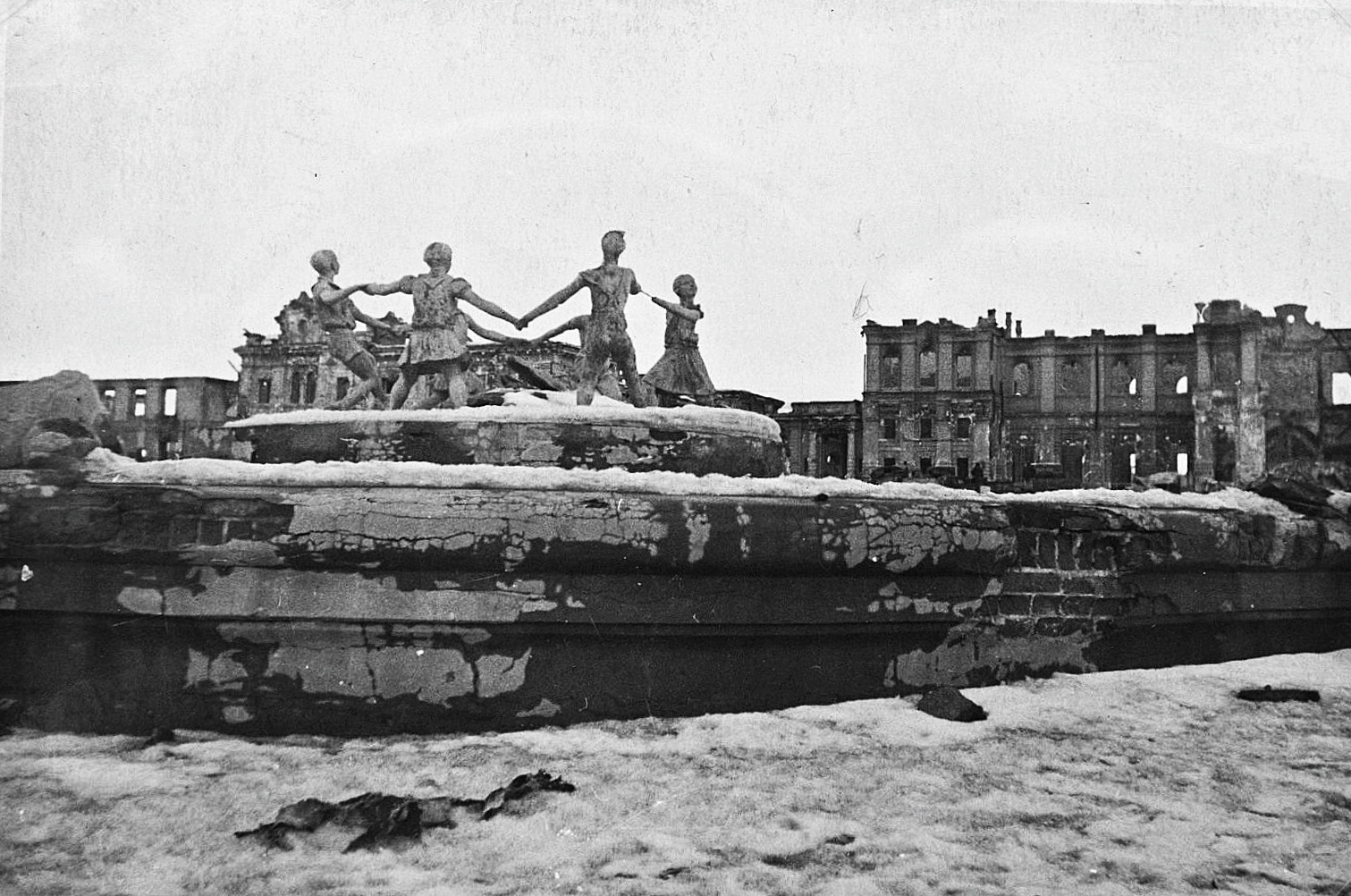
La fontana Barmalej circondata dagli edifici distrutti nei combattimenti

La situazione del generale Čujkov appariva più grave (anche lui aveva problemi di salute, con una dermatite alle mani accentuata dalla tensione della battaglia): sottoposto ai continui attacchi tedeschi, in forte inferiorità numerica e di mezzi, con il cielo dominato dalla Luftwaffe, isolato dal resto delle forze sovietiche. Le perdite della 62ª Armata, data la natura degli scontri a distanza ravvicinata e la potenza di fuoco tedesca, erano ingenti; solo grazie al continuo afflusso di divisioni fresche attraverso il Volga con i traghetti notturni il generale riuscì ancora a sostenere la difesa e a contrattaccare localmente mentre la battaglia progressivamente si spostava verso la parte settentrionale della città nei quartieri operai adiacenti alle grandi fabbriche (Barrikady, Krasnij Oktjabr, Lazur e la Fabbrica di trattori, una delle più grandi dell'Unione Sovietica che stava producendo carri armati).
Entro i primi di ottobre almeno altre sei divisioni avevano rinforzato le indebolite truppe di Čujkov (tra cui alcuni reparti siberiani dei generali Batjuk, Gurtev, Gorisnij e Zoludev) permettendo di mantenere un perimetro difensivo oscillante, secondo i settori, tra i 2 km e le poche centinaia di metri a ovest del Volga nelle aree centrali e settentrionali di Stalingrado; la parte meridionale della città era ormai completamente perduta.

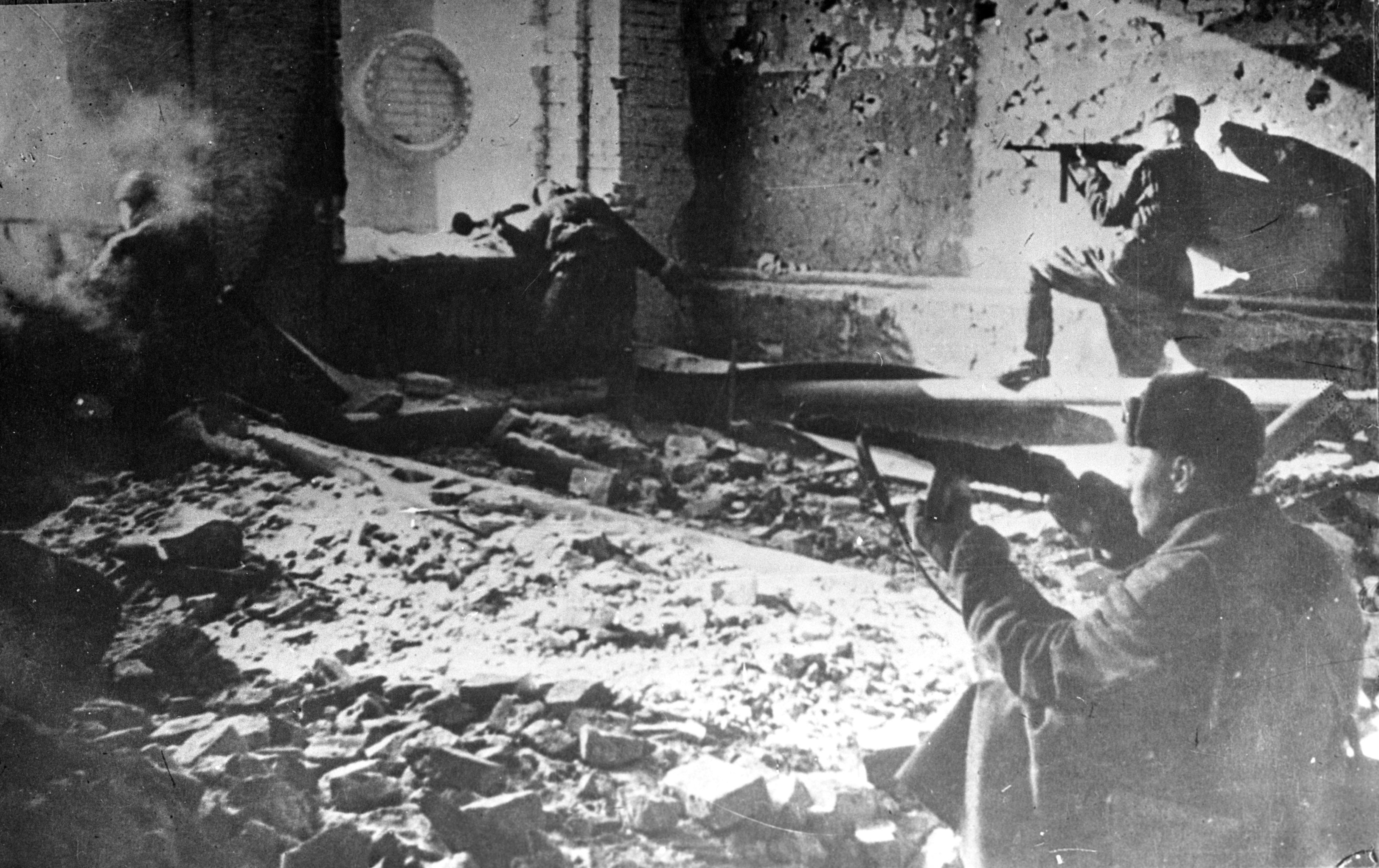
Soldati sovietici durante gli scontri nella città

I tedeschi sferrarono dentro la città tre grandi offensive (il 13 settembre, il 14 ottobre e l'11 novembre) cercando di ottenere risultati decisivi, ma in realtà gli scontri furono incessanti durante tutta la battaglia con combattimenti che si accendevano continuamente in tutti i settori, anche in aree già conquistate dalla 6ª Armata; non ci furono mai vere tregue e i tedeschi, secondo i piani di Čujkov, furono costantemente impegnati, sia di giorno sia di notte. I sovietici contrattaccavano soprattutto di notte, sfuggendo alla Luftwaffe, in piccole colonne d'assalto armate di fucili automatici o armi bianche per colpire i capisaldi avanzati tedeschi o i centri di comando nelle retrovie; improvvisi e violenti scontri ravvicinati esplodevano nelle palazzine diroccate, tra le macerie delle fabbriche o nei condotti di scolo delle acque verso il fiume. In tutti i quartieri operavano i cecchini delle due parti (molti tiratori scelti sovietici, uomini e donne, diventarono celebri, come Vasilij Grigor'evič Zajcev).
Le "fortezze" sovietiche in mezzo alle rovine (spesso costituite solo da pochi uomini e poche mitragliatrici pesanti) si difendevano in tutte le direzioni fino all'ultimo uomo, come nel caso della famosa "casa di Pavlov" (un sergente sovietico che difese il caposaldo per settimane con poche decine di uomini). Non mancò un eccesso retorico della propaganda per magnificare queste imprese, ma nel complesso la 62ª Armata si batté con grande accanimento e abilità.

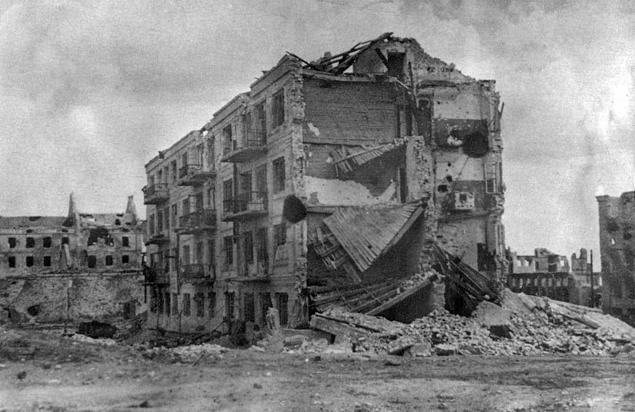
La "casa di Pavlov"

Anche alcuni civili parteciparono agli scontri e vennero incorporati nei reparti; molto modesto invece fu il sostegno dell'aviazione sovietica, mentre importante fu il ruolo giocato dall'artiglieria pesante posizionata al riparo sulla riva orientale del Volga che, organizzata dal generale Nikolaj Nikolaevič Voronov, ripetutamente colpì i concentramenti tedeschi e sferrò a volte degli efficaci bombardamenti di sorpresa con effetti distruttivi sui reparti nemici colti allo scoperto.
I tedeschi, nonostante tutte le difficoltà, ottennero numerosi successi e sembrarono più volte sul punto di giungere alla vittoria; il generale Paulus condusse la battaglia con tenacia, anche se il generale Wolfram von Richthofen, il comandante della Luftflotte 4, rimproverò al generale e alle truppe una certa mancanza di energia combattiva e un'insufficiente risolutezza. In realtà nel complesso i soldati della 6ª Armata si impegnarono con abilità e disciplina nei duri scontri casa per casa (un tipo di guerra che i tedeschi denominavano spregiativamente Rattenkrieg - "guerra dei topi"). Nella prima metà di ottobre il generale conquistò definitivamente il cosiddetto saliente di Orlovka nella parte settentrionale della città infliggendo dure perdite ai reparti sovietici che vi erano rimasti accerchiati, respinse nuovi tentativi di contrattacco da nord da parte delle truppe del generale Žukov e riorganizzò il suo dispositivo offensivo per l'attacco decisivo nella zona delle grandi fabbriche. A questo scopo ottenne finalmente alcune divisioni di rinforzo (ritirate dai fianchi del suo schieramento che quindi furono sempre più affidati alle truppe "satelliti" rumene e italiane) e soprattutto numerosi battaglioni di pionieri d'assalto (provenienti per via aerea dalla Germania e da Creta) esperti negli scontri a distanza ravvicinata.

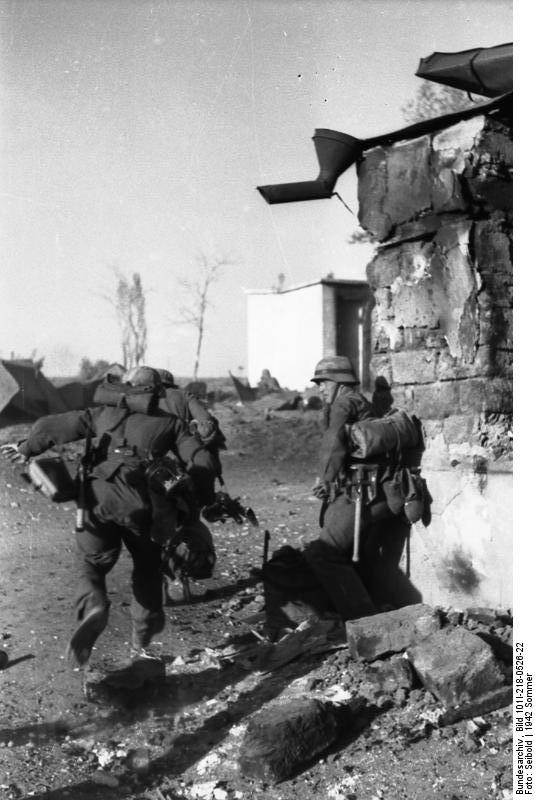
Truppe d'assalto tedesche

Il grande attacco tedesco del 14 ottobre nella parte settentrionale di Stalingrado ebbe inizio con un nuovo pesante bombardamento aereo seguito dall'avanzata di tre divisioni fresche precedute dai pionieri d'assalto e rinforzate da molti carri armati; fu questo il momento più critico per i sovietici e per il generale Čujkov che subì anche un bombardamento del suo comando, rischiò di morire bruciato nell'incendio dei depositi di benzina e perse per alcune ore tutti i collegamenti con le sue truppe. Il generale Erëmenko, momentaneamente trasferitosi sulla riva occidentale del Volga per osservare personalmente l'andamento della battaglia, fu testimone diretto della gravità della situazione: la divisione siberiana del generale Zoludev, posta a difesa della fabbrica di trattori, aveva subìto in pieno l'attacco tedesco ed era stata praticamente distrutta (solo piccoli reparti erano ancora in combattimento all'interno della fabbrica); nello squarcio si riversavano le truppe tedesche che, pur continuando a subire gravi perdite specie di mezzi corazzati, spesso vittime di imboscate a distanza ravvicinata nei labirinti delle strade dei quartieri operai e tra le macerie delle fabbriche, stavano progredendo verso il fiume per frazionare nuovamente la 62ª Armata. In effetti nella giornata le truppe d'assalto tedesche raggiunsero per la seconda volta il Volga, divisero in due parti le truppe sovietiche e cominciarono a progredire verso sud lungo la riva in direzione delle altre fabbriche.
Nonostante questi importanti successi, i tedeschi giunsero nuovamente a un punto morto: l'avanzata verso sud a partire dalla fabbrica di trattori venne fermata dalle truppe del colonnello Gurtev e dalla nuova divisione del colonnello Ivan Ljudnikov (precipitosamente trasportata dall'oltre-Volga), l'artiglieria sovietica colpì sul fianco le colonne tedesche, alcuni contrattacchi ristabilirono la situazione, aspri scontri si prolungarono nelle fabbriche Barrikady e Krasnij Oktiabr (che si rivelarono praticamente imprendibili) esaurendo le forze d'assalto tedesche. I combattimenti si prolungarono quasi fino alla fine di ottobre ma anche questa volta la 62ª Armata, pur con gravi perdite e ridotta a due teste di ponte separate, aveva resistito. La situazione tuttavia si era fortemente aggravata (da cui i continui appelli di Čujkov per avere più rinforzi e rifornimenti): lo spazio di manovra era ormai quasi inesistente, le perdite erano molto elevate, i feriti si ammassavano abbandonati sulle rive del Volga in attesa di essere traghettati a oriente, i rimpiazzi e i rifornimenti erano resi sempre più precari a causa del fuoco delle armi tedesche che dominava il corso del fiume. Solo il morale degli uomini rimaneva buono, forse per la consapevolezza dell'importanza della lotta che stavano conducendo.

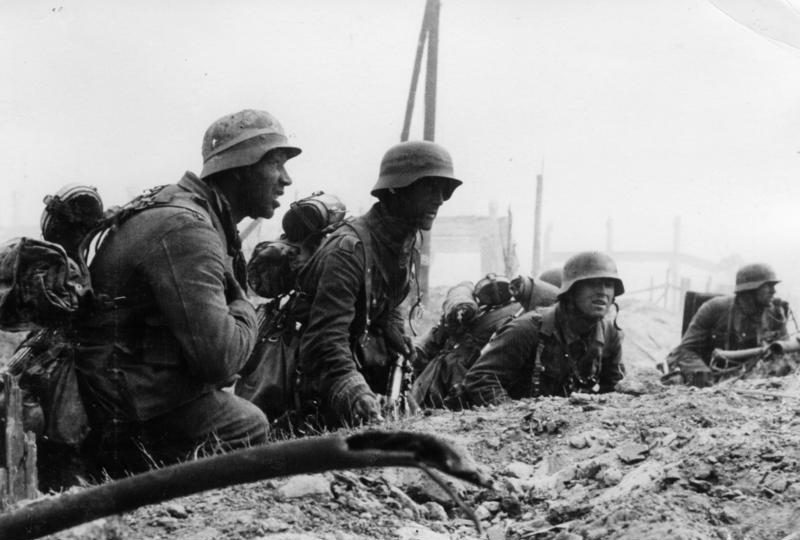
23 settembre 1942: fanti tedeschi della 389. Infanterie-Division in attesa dell'assalto alla fabbrica di trattori di Stalingrado

Anche al centro la situazione si era ulteriormente complicata poiché i tedeschi avevano riconquistato ancora una volta la Mamaev Kurgan e alcuni capisaldi famosi come la "casa a forma di L", la "casa dei ferrovieri" e la "casa degli specialisti", mettendo in difficoltà la 13ª Divisione di Rodimcev; ma queste solide truppe d'assalto, non scoraggiate, continuarono a battersi nel centro cittadino, spalle al Volga, contrattaccando e riconquistando una parte del terreno perduto.
Durante questi drammatici scontri di ottobre Stalin aveva sollecitato Žukov, Vasilevskij ed Erëmenko (in questo periodo ormai impegnati in pieno nell'organizzazione della grande controffensiva prevista dallo Stavka) a non abbandonare Čujkov, a costituire truppe di riserva a est del Volga e a sferrare contrattacchi di diversione sia a nord di Stalingrado (con le truppe del generale Rokossovskij), sia a sud della città (dalla zona dei laghi salati). Sempre dubbioso della capacità di resistenza delle sue truppe, Stalin temeva ancora che la caduta della città avrebbe causato, oltre alle enormi ripercussioni dal punto di vista politico, morale e propagandistico, anche la rovina dei suoi grandiosi progetti di controffensiva invernale.
Il nervosismo, in realtà, era il sentimento predominante anche tra i tedeschi: Paulus era segnato psichicamente e fisicamente dalla lunga lotta e in parte anche dalle critiche a lui rivolte; le truppe erano esasperate ed esaurite dalle perdite e dalla durezza degli interminabili scontri; anche nell'opinione pubblica tedesca, dopo l'euforia iniziale di settembre, al di là della facciata di ottimismo ostentata dalla propaganda, regnava ormai un sentimento di ansiosa attesa e di preoccupazione per l'esito della battaglia.

### Novembre, gli ultimi scontri dentro la città
(Discorso di Adolf Hitler dell'8 novembre 1942 a Monaco)

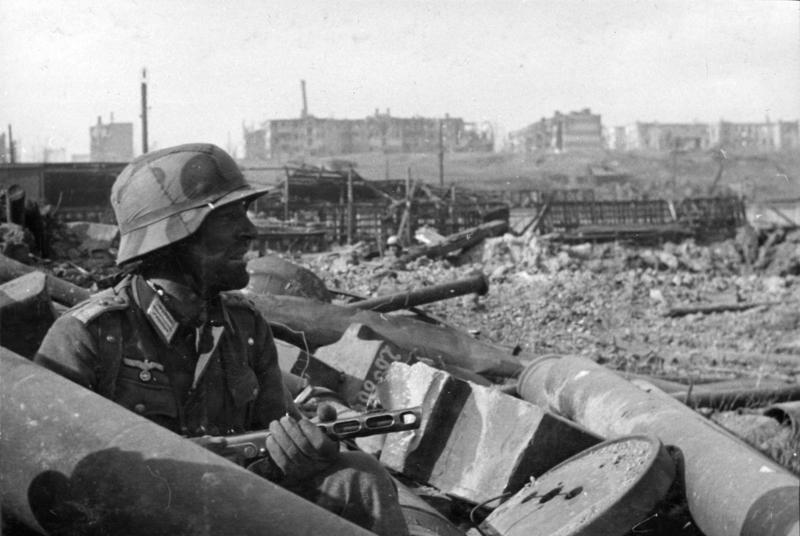
Ufficiale tedesco armato con PPŠ-41 russo durante gli scontri tra le rovine della città

L'8 novembre 1942 Adolf Hitler, durante la tradizionale cerimonia di commemorazione del "Putsch della birreria" a Monaco, tornava a far sentire la sua voce sull'argomento Stalingrado. Nonostante le notizie sfavorevoli provenienti dal Nordafrica (la Seconda battaglia di El Alamein finita con la sconfitta di Rommel e lo sbarco angloamericano in Algeria e Marocco), egli proclamò nuovamente la certezza della vittoria e anzi dichiarò virtualmente vinta la battaglia di Stalingrado. Quel che rimaneva da fare era solo rastrellare le ultime sacche di resistenza, il risultato era ormai definitivamente segnato a favore della Germania nazista. A parte le clamorose dichiarazioni pubbliche, i sentimenti di Hitler in questo periodo erano molto meno trionfalistici: mostravano in realtà una grande preoccupazione per l'avvicinarsi dell'inverno e per il continuo indebolimento delle truppe tedesche sul fronte Orientale. Al generale Paulus e alle truppe gli incitamenti del Führer servirono a rinsaldare il morale, a mostrare le difficoltà ancor maggiori dei sovietici e a invitare a sfruttare l'imminente congelamento del Volga per fare un ultimo sforzo.
Ai primi di novembre grosse lastre di ghiaccio cominciavano a formarsi nel grande fiume rendendo progressivamente più difficile la navigazione con un'ulteriore forte riduzione dei rifornimenti per la 62ª Armata, abbarbicata alla sua precaria testa di ponte; inoltre in questo periodo le quote di rimpiazzi e rifornimenti assegnati al generale Čujkov vennero ancora ridotte per decisione dello Stavka a favore della costituzione delle due masse offensive per l'operazione Urano. Per Čujkov, pur a conoscenza dei progetti dell'Alto Comando Sovietico, la situazione diventava sempre più difficile («Eravamo all'ultimo respiro», avrebbe detto anni dopo, ricordando quelle giornate).

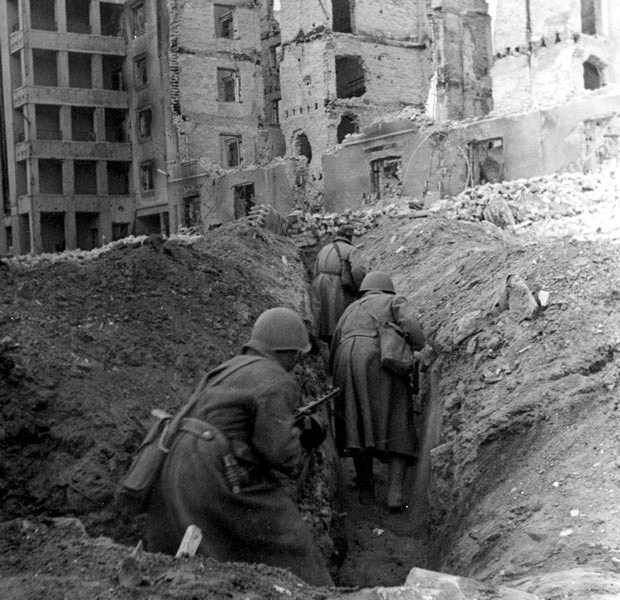
Soldati della 62ª Armata sovietica in movimento tra le rovine di Stalingrado

L'11 novembre Paulus, seguendo gli incitamenti del Führer e sperando di sfruttare le difficoltà di rifornimento dei sovietici, sferrava la sua ultima offensiva generale con l'impiego di tutte le sue truppe più fresche, allo scopo di distruggere le ultime teste di ponte e ributtare nel fiume i resti della 62ª Armata. In un primo momento l'attacco sembrò avere successo: i tedeschi si spinsero nel cuore delle residue difese sovietiche al centro, frantumarono la divisione di Ljudnikov, conquistarono una parte della fabbrica Krasnij Oktiabr e raggiunsero per la terza volta le rive del Volga, provocando un'ultima crisi nel comando sovietico. Ma, nei giorni seguenti, anche quest'ultima offensiva si esaurì di fronte a nuove gravi perdite, a violenti contrattacchi dei resti della divisione di Ljudnikov e alla capacità di resistenza degli ultimi capisaldi sovietici. I tentativi di Paulus continuarono ancora per alcuni giorni; il 19 novembre 1942 la 62ª Armata di Čujkov era ormai confinata in tre teste di ponte separate. A nord della fabbrica di trattori quella al comando del colonnello Gorochov, al centro la piccola sacca di Ljudnikov e a sud il grosso delle truppe di Čujkov a est della Mamaev Kurgan con i resti delle divisioni di Rodmicev, Batjuk, Gurtev e Gorisnij; la profondità massima di terreno occupato dai sovietici era di un chilometro e mezzo e in alcuni punti si riduceva a poche centinaia di metri.
Ma proprio il 19 novembre Paulus, apparentemente vicino alla vittoria, ricevette la sorprendente comunicazione proveniente dal comando del gruppo di armate di interrompere tutte le azioni offensive a Stalingrado e di disimpegnare forze mobili da impiegare a ovest verso il Don. Era cominciata l'operazione Urano.

## Operazione Urano

### Ordine di battaglia
Ordine di battaglia dell'Armata Rossa nel settore meridionale del fronte orientale il 19 novembre 1942 (operazione Urano):
- FRONTE SUD-OVEST (generale Nikolaj Fëdorovič Vatutin)
- 1ª Armata delle guardie (generale Dmitrij Danilovič Leljušenko)
  - 1ª Divisione di fucilieri
  - 153ª Divisione di fucilieri
  - 197ª Divisione di fucilieri
  - 203ª Divisione di fucilieri
  - 266ª Divisione di fucilieri
  - 278ª Divisione di fucilieri
- 1º Corpo meccanizzato delle guardie (generale S. Russjanov)
  - 1ª Brigata meccanizzata delle guardie
  - 2ª Brigata meccanizzata delle guardie
  - 3ª Brigata meccanizzata delle guardie
- 5ª Armata corazzata (generale Pavel L. Romanenko)
  - 14ª Divisione di fucilieri delle guardie
  - 47ª Divisione di fucilieri delle guardie
  - 50ª Divisione di fucilieri delle guardie
  - 119ª Divisione di fucilieri delle guardie
  - 159ª Divisione di fucilieri delle guardie
  - 346ª Divisione di fucilieri delle guardie
- 1º Corpo corazzato (generale V.V. Butkov)
  - 89ª Brigata corazzata
  - 117ª Brigata corazzata
  - 159ª Brigata corazzata
  - 44ª Brigata motorizzata
- 26º Corpo corazzato (generale Aleksej G. Rodin)
  - 19ª Brigata corazzata
  - 157ª Brigata corazzata
  - 216ª Brigata corazzata
  - 14ª Brigata motorizzata
- 8º Corpo di cavalleria (generale Borisiv)
- 21ª Armata (generale I.M. Čistjakov)
  - 63ª Divisione di fucilieri
  - 76ª Divisione di fucilieri
  - 96ª Divisione di fucilieri
  - 277ª Divisione di fucilieri
  - 293ª Divisione di fucilieri
  - 333ª Divisione di fucilieri
- 4º Corpo corazzato (generale Andrej Grigor'evič Kravčenko)
  - 45ª Brigata corazzata
  - 47ª Brigata corazzata
  - 102ª Brigata corazzata
  - 4ª Brigata motorizzata
- 3º Corpo di cavalleria delle guardie (generale Issa A. Pliev)
  - 5ª Divisione di cavalleria
  - 32ª Divisione di cavalleria
  - 6ª Divisione di cavalleria delle guardie
- FRONTE DEL DON (generale Konstantin Konstantinovič Rokossovskij)
- 66ª Armata (generale A.S. Žadov)
  - 64ª Divisione di fucilieri
  - 99ª Divisione di fucilieri
  - 116ª Divisione di fucilieri
  - 226ª Divisione di fucilieri
  - 299ª Divisione di fucilieri
  - 343ª Divisione di fucilieri
  - 58ª Brigata corazzata
- 24ª Armata (generale I.V. Galanin)
  - 49ª Divisione di fucilieri
  - 84ª Divisione di fucilieri
  - 120ª Divisione di fucilieri
  - 173ª Divisione di fucilieri
  - 233ª Divisione di fucilieri
  - 260ª Divisione di fucilieri
  - 273ª Divisione di fucilieri
  - 10ª Brigata corazzata
- 16º Corpo corazzato (generale M. Pavelkin)
  - 107ª Brigata corazzata
  - 109ª Brigata corazzata
  - 164ª Brigata corazzata
  - 15ª Brigata motorizzata
- 65ª Armata (generale P.I. Batov)
  - 4ª Divisione di fucilieri delle guardie
  - 27ª Divisione di fucilieri delle guardie
  - 40ª Divisione di fucilieri delle guardie
  - 23ª Divisione di fucilieri
  - 24ª Divisione di fucilieri
  - 252ª Divisione di fucilieri
  - 258ª Divisione di fucilieri
  - 304ª Divisione di fucilieri
  - 321ª Divisione di fucilieri
  - 121ª Brigata corazzata
- FRONTE DI STALINGRADO (generale Andrei I. Erëmenko)
- 64ª Armata (generale M.S. Sumilov)
  - 36ª Divisione di fucilieri delle guardie
  - 29ª Divisione di fucilieri
  - 38ª Divisione di fucilieri
  - 157ª Divisione di fucilieri
  - 204ª Divisione di fucilieri
  - 154ª Brigata fanteria di marina
  - 13ª Brigata corazzata
  - 56ª Brigata corazzata
- 57ª Armata (generale Fëdor I. Tolbuchin)
  - 169ª Divisione di fucilieri
  - 422ª Divisione di fucilieri
  - 90ª Brigata corazzata
  - 235ª Brigata corazzata
- 13º Corpo meccanizzato (generale T.T. Tanaščšin)
  - 17ª Brigata meccanizzata
  - 61ª Brigata meccanizzata
  - 62ª Brigata meccanizzata
  - 13ª Brigata corazzata
- 51ª Armata (generale N.I. Trufanov)
  - 15ª Divisione di fucilieri delle guardie
  - 91ª Divisione di fucilieri
  - 126ª Divisione di fucilieri
  - 302ª Divisione di fucilieri
  - 254ª Brigata corazzata
- 4º Corpo meccanizzato (generale Vasilij Timofeevič Vol'skij)
  - 36ª Brigata meccanizzata
  - 59ª Brigata meccanizzata
  - 60ª Brigata meccanizzata
- 4º Corpo di cavalleria (generale Šapkin)

Mappa dello svolgimento dell'operazione Urano

Riserve del fronte di Stalingrado:
- 330ª Divisione di fucilieri
- 85ª Brigata corazzata

### La manovra a tenaglia dell'Armata Rossa
(Comunicazione scritta del colonnello Plotnikov, assistente capo per la direzione politica del 4° Corpo corazzato, inviata al quartier generale del Fronte Sud-Ovest la sera del 23 novembre)
Mostrando notevoli capacità organizzative, Stalin e lo Stavka riuscirono a realizzare un piano (denominato in codice "operazione Urano", in russo Операция «Уран») molto semplice nella sua articolazione fondamentale ma di grande complessità per le dimensioni, gli obiettivi previsti e le forze da impiegare per ottenere un risultato decisivo non solo per l'esito della battaglia di Stalingrado, ma anche per i destini del fronte orientale e dell'intera seconda guerra mondiale.
Si trattava di predisporre un'operazione risolutiva di grande ampiezza per accerchiare con una manovra a tenaglia il raggruppamento dell'Asse tra il Don e il Volga: un piano apparentemente prevedibile, ma reso efficace dall'assoluta segretezza in cui fu preparato e attuato. In aiuto dei sovietici vennero anche le decisioni della dirigenza politica e militare tedesca che, contrariamente a considerazioni prudenziali che avrebbero consigliato una ritirata invernale dalle posizioni raggiunte nella regione di Stalingrado (vista l'impossibilità di conquistare definitivamente la città e di stabilirsi saldamente sul Volga), decise invece di mantenere le posizioni conquistate.
Hitler, l'OKW (Alto comando della Wehrmacht) e anche l'OKH (Alto comando dell'Esercito) in primo luogo erano convinti che le risorse dell'Armata Rossa, ancora efficaci in fase difensiva, non fossero assolutamente in grado di organizzare e condurre una controffensiva di ampiezza strategica; questa valutazione era condivisa anche da Reinhard Gehlen, l'esperto capo del Servizio segreto dell'Esercito sul fronte orientale. Hitler, inoltre, riteneva necessario non abbandonare le zone conquistate intorno e nella città al fine di rafforzare il proprio prestigio personale dopo le reiterate dichiarazioni di sicura vittoria, mantenere la coesione dei suoi alleati e controbilanciare a livello internazionale gli effetti della controffensiva anglosassone in Nordafrica.
La tenace resistenza della 62ª Armata sovietica ebbe quindi due importanti conseguenze: innanzitutto impedì alla Wehrmacht di attestarsi saldamente sul Volga allo scopo di interrompere i collegamenti sovietici con i campi petroliferi caucasici; in secondo luogo, diede allo Stavka il tempo necessario a raccogliere e organizzare metodicamente forze adeguate alla gigantesca manovra programmata. La pianificazione sovietica si sviluppò a partire dalla riunione al Cremlino del 13 settembre 1942 tra Stalin e i generali Vasilevskij e Žukov. Il progetto prese corpo con la costante supervisione personale di Stalin (desideroso di prendersi finalmente la rivincita su Hitler ma preoccupato fino all'ultimo della fattibilità per l'Armata Rossa di un simile grandioso piano), coordinato dai due generali e con gli importanti contributi del generale Nikolaj Vatutin e del generale Andrej Erëmenko che, molto fiduciosi, spinsero per un ulteriore ampliamento del progetto e per un grande potenziamento dei reparti corazzati da impiegare.
Durante la fase preparatoria durata quasi due mesi i corpi corazzati e meccanizzati, affluiti dalle retrovie o ricostituiti dopo le catastrofiche perdite estive, vennero equipaggiati con i moderni carri armati T-34 e riorganizzati per condurre avanzate veloci in profondità. Secondo la nuova direttiva di Stalin dell'ottobre del 1942, il compito dei nuovi corpi meccanizzati doveva d'ora in poi consistere nello sfruttamento in profondità, alla massima velocità e alla massima distanza, degli sfondamenti ottenuti con la fanteria e il massiccio intervento dell'artiglieria concentrata, disgregando le riserve del nemico, seminando il panico e la confusione nelle retrovie e nei comandi avversari. Queste tattiche causarono forti perdite e grandi difficoltà logistiche, ma nel complesso risultarono efficaci sorprendendo almeno inizialmente i comandi e le truppe tedesche. Nella fase iniziale sarebbero stati impegnati sette corpi corazzati o meccanizzati (circa 1 500 carri armati).

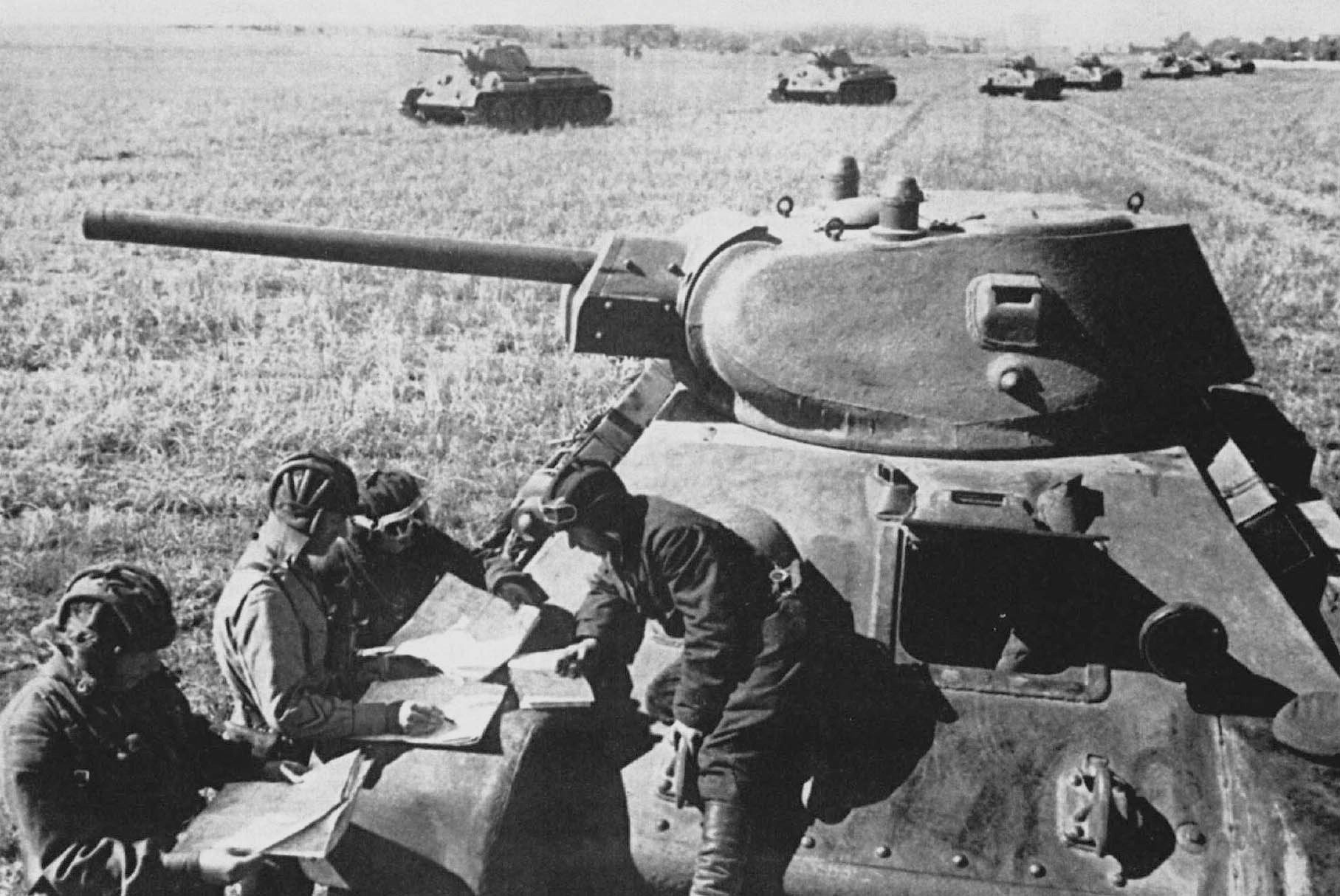
Gli equipaggi dei carri armati sovietici T-34 si preparano per l'operazione Urano

I concentramenti per gli attacchi principali si svolsero lentamente, a causa soprattutto delle carenze logistiche, nel massimo segreto e utilizzando vari stratagemmi di mascheramento per evitare la loro individuazione da parte dei tedeschi e quindi il rischio di attacchi aerei; in particolare i corpi corazzati furono portati avanti solo all'ultimo momento per sfruttare al massimo l'effetto sorpresa. I raggruppamenti avvennero a 200 chilometri a nord-ovest di Stalingrado sul Fronte di sud-ovest del generale Nikolaj Vatutin e sul Fronte del Don del generale Konstantin Rokossovskij, e a 100 km a sud della città sul cosiddetto Fronte di Stalingrado del generale Andrej Erëmenko nella regione dei laghi salati.
Erano questi i tratti del fronte difesi prevalentemente dalle deboli forze rumene, scarsamente dotate di armi anticarro, con un morale non del tutto saldo e con riserve mobili insufficienti o ancora in fase di avvicinamento (XXXXVIII Panzerkorps tedesco, con circa 200 carri armati).
Gli ultimi giorni prima dell'inizio dell'offensiva furono drammatici: a Stalingrado il generale Paulus aveva ripreso i suoi attacchi, i concentramenti offensivi erano ancora in corso, il generale Čujkov era in grave difficoltà, Stalin ansioso e preoccupato, alcuni generali sul campo ancora dubbiosi sulla riuscita del piano. I generali Žukov e Vasilevskij, più ottimisti, rassicurarono il dittatore sulla completezza dei preparativi, sulla prontezza e il morale delle truppe, sulle buone possibilità di successo. Il coordinamento operativo dei tre raggruppamenti d'attacco dei generali Vatutin, Rokossovskij ed Erëmenko fu affidato al generale Vasilevskij, l'abile stratega che era diventato il principale collaboratore militare di Stalin; Il generale Žukov, dopo aver giocato un ruolo fondamentale durante la preparazione dell'offensiva, si sarebbe invece portato sul fronte di Ržev per sferrare il 25 novembre l'operazione Marte, che sarebbe poi fallita in dicembre.
Il 19 novembre 1942, la parola in codice "sirena" dava finalmente il via all'operazione Urano.
La caratteristica fondamentale dell'attacco fu la grande velocità della progressione delle colonne corazzate sovietiche soprattutto sul fronte Sud-Ovest del generale Vatutin. Dopo una coraggiosa resistenza le truppe rumene in prima linea vennero distrutte o accerchiate; in mezzo alla nebbia e al nevischio i corpi corazzati sovietici progredirono in profondità nonostante la scarsa visibilità e il terreno irregolare, travolgendo le retrovie tedesco-rumene, spargendo il panico nei comandi e negli improvvisati reparti di blocco affrettatamente costituiti dai tedeschi, e respinsero o aggirarono le poche truppe mobili di riserva tedesche disponibili. In particolare il XXXXVIII Panzerkorps tedesco del generale Ferdinand Heim, su cui Hitler aveva puntato tutte le sue speranze di contenere l'offensiva sovietica, si disgregò nell'oscurità per carenza di collegamenti e comunicazioni e incappò alla cieca nelle colonne corazzate sovietiche in rapida progressione, finendo per ripiegare senza aver ottenuto alcun risultato.

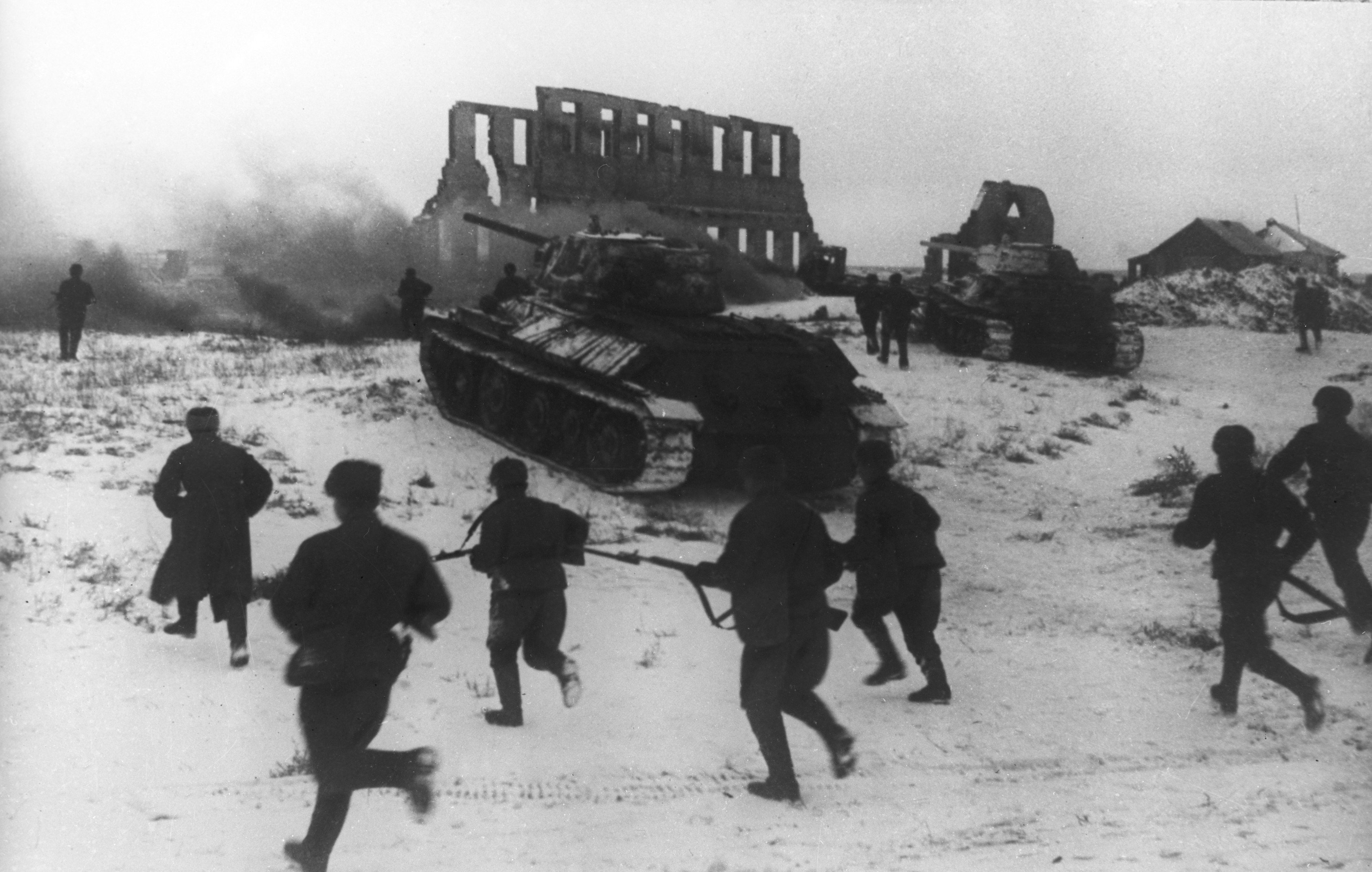
Truppe e mezzi corazzati sovietici avanzano verso Kalač

I carri armati sovietici (circa 500 macchine), senza lasciarsi agganciare e rallentare dai pochi panzer tedeschi disponibili affrontarono le riserve mobili nemiche con solo una parte delle forze, mentre altre colonne le superarono, le aggirarono e intercettarono le linee di comunicazione con le retrovie. La formazione corazzata rumena, rimasta completamente isolata, finì in mezzo alle forze corazzate sovietiche in rapida avanzata e venne praticamente distrutta dopo alcuni giorni di confusi scontri, mentre le riserve meccanizzate tedesche (22. e 14. Panzer-Division del XXXXVIII Panzerkorps) vennero costrette, dopo essersi battute coraggiosamente e aver subito gravi perdite, a ritirarsi precipitosamente per evitare di essere annientate.
Anche il precipitoso intervento su ordine del generale Paulus delle divisioni corazzate del XIV Panzerkorps del generale Hube a ovest del Don si dimostrò completamente inefficace; la 24. Panzer-Division e la 16. Panzer-Division, ridotte a poche decine di carri, costituirono precari kampfgruppen che vennero attaccati il 21 e 22 novembre dal 4º Corpo corazzato, dal 26º Corpo corazzato e dal 3º Corpo di cavalleria delle guardie e subirono una serie di sconfitte perdendo tutte le posizioni senza riuscire ad arrestare l'avanzata delle forze corazzate sovietiche del Fronte Sud-Ovest.

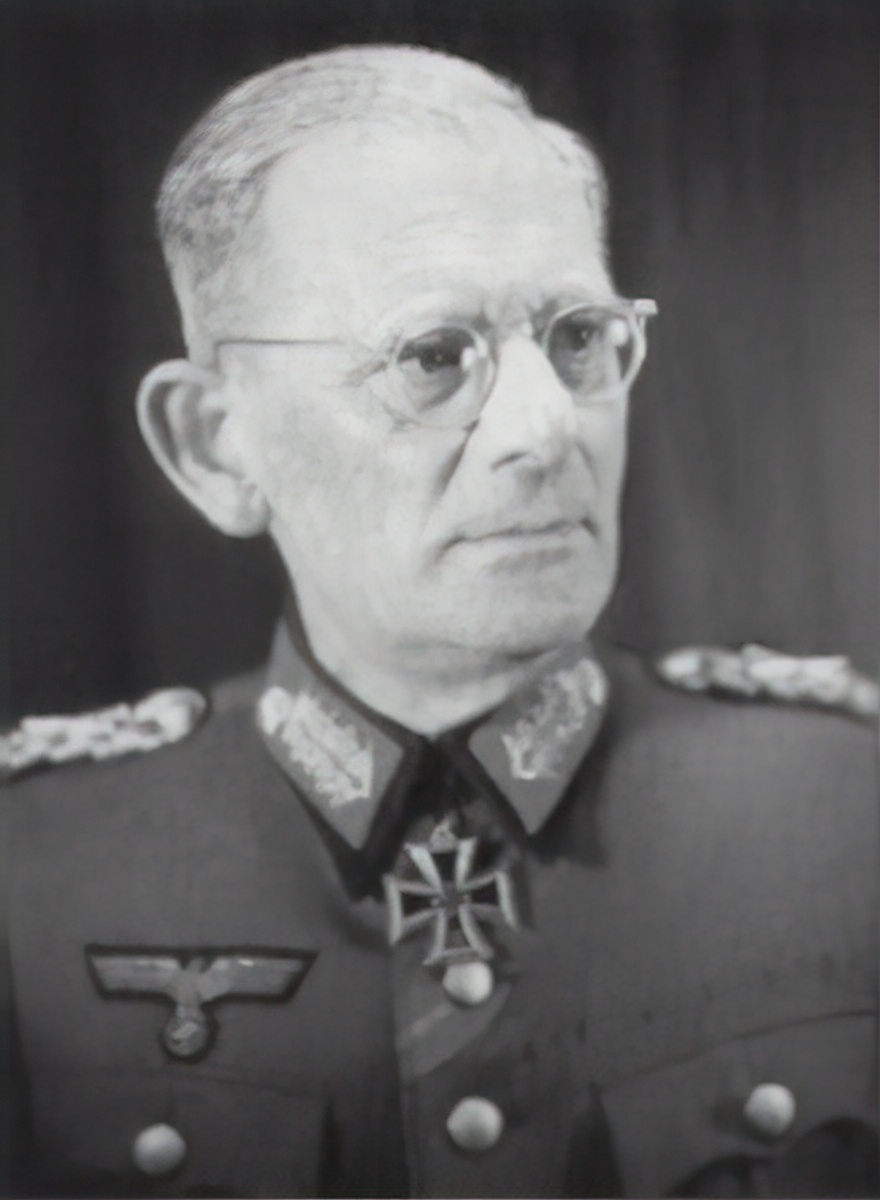
Il generale Maximilian von Weichs, comandante del Gruppo d'armate B.

Già la sera del 21 novembre i corpi corazzati sovietici erano molto vicini ai ponti sul Don e minacciavano il Comando tattico della 6ª Armata del generale Paulus. Il 22 novembre le truppe del 26º Corpo corazzato sovietico conquistavano di sorpresa il fondamentale ponte di Kalač (nell'oscurità vennero scambiati dai posti di guardia al ponte per mezzi corazzati tedeschi in addestramento), attraversavano il Don, respingevano i tentativi tedeschi di contrattacco e progredivano a sud del fiume per ricongiungersi con le colonne sovietiche del Fronte di Stalingrado del generale Erëmenko che, a partire dal 20 novembre, aveva sferrato la sua offensiva con un distruttivo bombardamento di artiglieria. In questo settore la resistenza rumena fu più debole e il fronte rapidamente sfondato; il 4º Corpo meccanizzato sovietico (il più potente dell'intero schieramento sovietico) venne gettato nel varco e superò definitivamente le difese nemiche puntando verso ovest in direzione del Don. Anche in questo settore il contrattacco tedesco, sferrato dalla 29ª Divisione motorizzata, non riuscì, dopo qualche successo iniziale, a fermare l'avanzata del 4º Corpo e quindi non ottenne alcun risultato decisivo.
Giorno cruciale fu il 23 novembre: nel primo pomeriggio, guidati da razzi di segnalazione di colore verde, le colonne corazzate sovietiche provenienti da nord (fronte di Vatutin, 26º Corpo corazzato e 4º Corpo corazzato) e da sud (fronte di Erëmenko, 4º e 13º Corpo meccanizzato) si congiungevano nella località di Sovetskij a sud del Don alcuni chilometri a sud-est di Kalač. Le scene di gioia e gli scambi di vodka e salsicce tra i carristi sovietici salutarono la riuscita della manovra. A questo punto la 6ª Armata e gran parte della 4ª Armata corazzata tedesche si trovarono accerchiate tra il Don e il Volga; contemporaneamente le truppe rumene erano state in parte distrutte nella sacca di Raspopinskaja; mentre i reparti superstiti erano completamente disgregati e quasi inutilizzabili. Le riserve mobili tedesche non erano disponibili o già esaurite; alcuni comandi di retrovia mostrarono segni di panico. Il generale Paulus era rimasto dentro la sacca secondo gli ordini del Führer; mentre nei posti di comando di Starobelsk e Rastenburg i generali Weichs e Zeitzler, e lo stesso Hitler, apparvero confusi e sorpresi dall'evoluzione rapidamente disastrosa degli avvenimenti.
In quattro giorni Stalin e l'Armata Rossa avevano ottenuto l'attesa svolta decisiva della guerra da un punto di vista strategico-operativo ma anche dal punto di vista morale e politico-propagandistico. La guerra cambiava completamente volto.

### La sacca della 6ª Armata

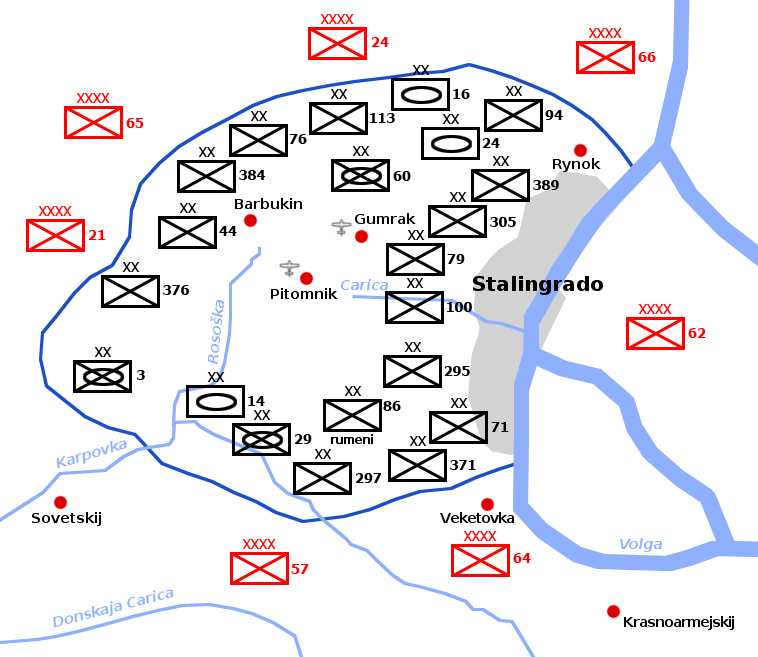
La sacca di Stalingrado con la dislocazione delle divisioni accerchiate della 6ª Armata

I ruoli furono improvvisamente e completamente ribaltati. Gli assedianti si erano ora trasformati in assediati e i difensori in attaccanti.
Si calcola che tra i 250 000 e i 280 000 soldati dell'Asse furono accerchiati in quella che sarebbe passata alla storia come la "Sacca di Stalingrado"; per i soldati tedeschi era il Kessel, "il calderone", mentre Hitler denominò subito il territorio in cui era assediata l'armata del generale Paulus Festung Stalingrad ("Fortezza Stalingrado") per sottolineare il carattere di risoluta e incrollabile difesa che avrebbero dovuto assumere, nelle sue aspettative, le truppe accerchiate. Nella sacca erano bloccate 20 divisioni tedesche, di cui tre corazzate e tre motorizzate, 2 divisioni rumene, un reggimento croato e numerosi reparti logistici o di retrovia oltre a reparti specializzati di artiglieria e del genio. Vi furono anche 79 italiani, per lo più autieri, inviati in città per trasportare materiali nel momento più aspro della battaglia.

#### Ordine di battaglia
Ordine di battaglia della 6ª Armata tedesca accerchiata nella sacca di Stalingrado (25 novembre 1942):
- 6ª ARMATA

comandante in capo: colonnello generale (poi feldmaresciallo) Friedrich Paulus
capo di stato maggiore: maggior generale Arthur Schmidt
Ia (Operazioni) colonnello Elchlepp
Ib (approvvigionamenti) colonnello von Kunowski
Ic (Informazioni) ten. colonnello Niemeyer
IIa (Aiutante maggiore) colonnello Wilhelm Adam.
- XIV Panzerkorps (generale delle Panzertruppen Hans-Valentin Hube)
  - 16. Panzer-Division (generale Angern)
  - 60. Infanterie-Division (Mot) (generale Kohlermann)
  - 3. Infanterie-Division (Mot) (generale Schlömer)
- XI Armee-Korps (tenente generale Strecker)
  - 44. Infanterie-Division (generale Deboi)
  - 376. Infanterie-Division (generale Edler von Daniels)
  - 384. Infanterie-Division (generale von Gablenz)
- VIII Armee-Korps (generale d'artiglieria Heitz)
  - 76. Infanterie-Division (generale Rodenburg)
  - 113. Infanterie-Division (generale Sixt von Arnim)
- IV Armee-Korps (generale del genio Jaenecke)
  - 29. Infanterie-Division (Mot) (generale Leyser)
  - 297. Infanterie-Division (generale Pfeffer)
  - 371. Infanterie-Division (generale Stempel)
- LI Armee-Korps (generale d'artiglieria Walther von Seydlitz-Kurzbach)
  - 71. Infanterie-Division (generale von Hartmann)
  - 79. Infanterie-Division (generale von Schwerin)
  - 94. Infanterie-Division (generale Pfeiffer)
  - 100. Jäger-Division (generale Sanne)
  - 295. Infanterie-Division (generale Korfes)
  - 305. Infanterie-Division (generale Steinmetz)
  - 389. Infanterie-Division (generale Magnus)
  - 24. Panzer-Division (generale von Lenski)
- Riserva d'Armata
  - 14. Panzer-Division (generale Lattmann)
  - 9. FlaK-Division (contraerea) (generale Pickert)

## Operazione Tempesta Invernale

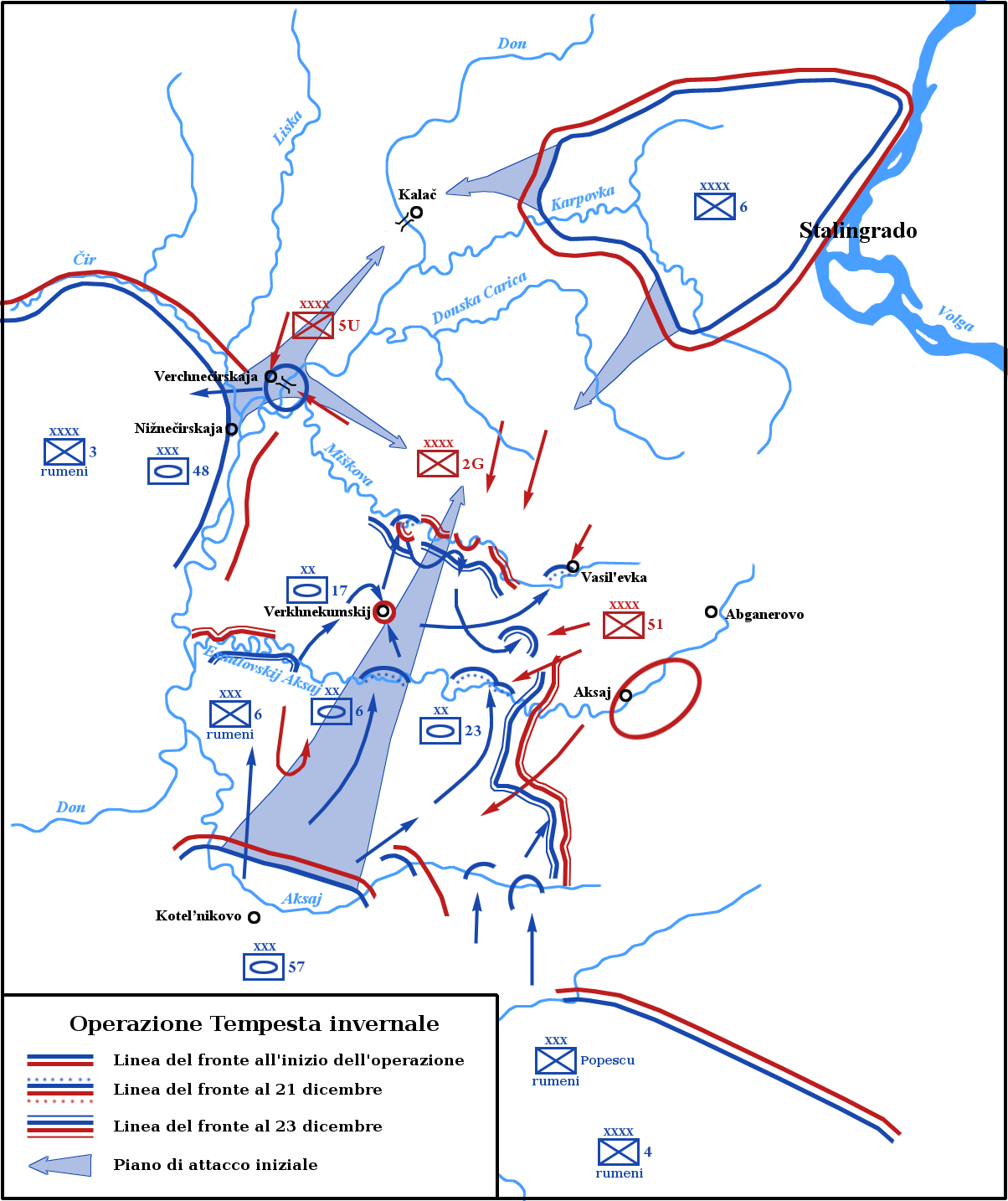
Il tentativo fallito di sbloccare la 6ª Armata (operazione Tempesta Invernale)

### Decisioni operative dei comandi tedeschi e sovietici
Dopo la chiusura della sacca (23 novembre 1942) Hitler si ritrovò a dover scegliere tra le due sole decisioni possibili: 1) ordinare un ripiegamento immediato delle sue truppe anche a costo della perdita di una parte dei materiali e delle truppe (feriti o debilitati); 2) ordinare la resistenza sul posto, organizzando una difesa in tutte le direzioni in attesa di un soccorso dall'esterno da parte di truppe tedesche fresche opportunamente richiamate da altri fronti. A livello di comando sia i generali sul posto (in primo luogo il generale Paulus e i suoi subordinati, generale Arthur Schmidt, capo di stato maggiore dell'armata, e i cinque comandanti di corpo d'armata) sia il generale von Weichs (Gruppo d'Armate "B"), sia il generale Zeitzler (capo dell'OKH) fecero ripetute pressioni su Hitler a favore di un'immediata ritirata, mettendo in dubbio la possibilità di resistenza delle truppe accerchiate in inverno e sottolineando la difficoltà di organizzare una pronta ed efficace controffensiva di salvataggio. Tuttavia i tentativi di convincere il Führer della pericolosità della situazione fallirono di fronte alla sua ostinata risolutezza nel tenere la "Fortezza Stalingrado".
Le motivazioni, sanzionate definitivamente con il suo "Ordine tassativo" (Führerbefehl) diramato alla 6ª Armata il 24 novembre. non derivarono solo dalla sua ostinazione o dalle già ricordate ragioni di prestigio personale di fronte all'opinione pubblica mondiale, ma anche da alcune valutazioni strategiche: 1) una ritirata in massa e repentina della gran quantità di truppe e materiali era molto difficoltosa e poteva degenerare nel caos con conseguente perdita di truppe e materiali insostituibili per contenere l'offensiva sovietica; 2) la perdita del fronte sul Volga avrebbe compromesso i risultati già raggiunti dall'offensiva tedesca d'estate (in particolare sarebbe stata a rischio la copertura del fronte caucasico da cui Hitler sperava ancora di strappare le preziose risorse petrolifere di cui aveva bisogno); 3) precedenti battaglie invernali nel 1941-42, in cui grossi reparti tedeschi avevano resistito con successo benché accerchiati (battaglie della sacca di Demjansk e della sacca di Cholm), davano fiducia sulla possibilità di una difesa efficace e prolungata fino all'arrivo di una colonna di soccorso; 4) ottimistiche speranze erano riposte in un rifornimento regolare per via aerea delle truppe accerchiate nella sacca (dove erano disponibili almeno due importanti aeroporti: Pitomnik e Gumrak). In questo caso un ruolo decisivo ebbe la superficialità e l'arroganza di Hermann Göring (sostenuto almeno in parte anche dal generale Hans Jeschonnek, capo di stato maggiore della Luftwaffe) che diede piene assicurazioni sulla fattibilità del ponte aereo nonostante le carenze organizzative e le prevedibili intemperie invernali. Grande scetticismo manifestò invece von Richthofen, comandante sul posto dei reparti aerei tedeschi; 5) La costituzione di un forte raggruppamento strategico offensivo con numerose divisioni corazzate (inizialmente era previsto l'impiego di quattro nuove Panzer-Division richiamate dalla Francia o da altri settori del fronte Est) avrebbe potuto permettere una potente controffensiva e una rottura dell'accerchiamento.

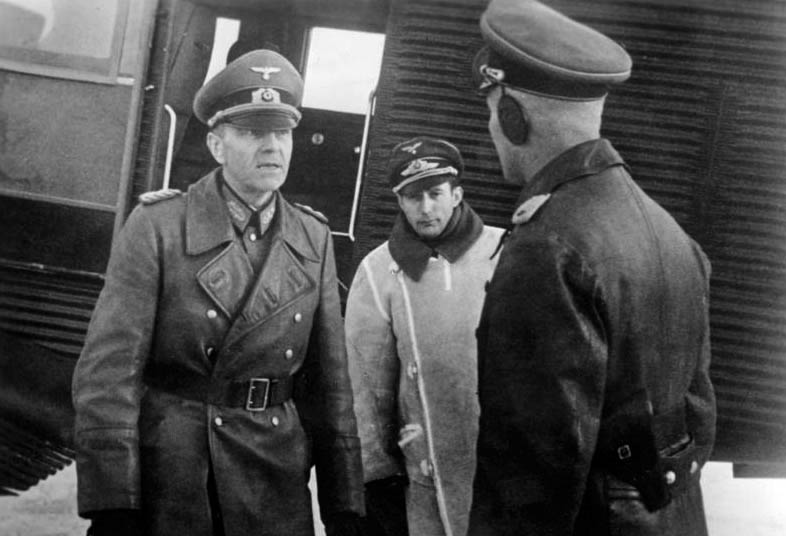
Il generale Paulus durante i drammatici giorni invernali dentro il Kessel

La nomina del prestigioso e capace feldmaresciallo Erich von Manstein alla testa del nuovo Gruppo d'Armate del Don con l'incarico di ristabilire la situazione e sbloccare l'armata accerchiata dava una concreta possibilità di strappare un nuovo successo anche dalla situazione difficile verificatasi. Von Manstein, in effetti, almeno inizialmente fece mostra di grande fiducia e supportò la decisione di Hitler di mantenere la 6ª Armata nella sacca di Stalingrado almeno fino a primavera ma, dopo pochi giorni, di fronte alla quantità e alla potenza delle forze sovietiche e alle difficoltà logistiche e operative evidenziatesi (e anche al ritardo e all'incompletezza dei rinforzi inizialmente promessi) il feldmaresciallo perse molta della sua sicurezza e del suo ottimismo.
Questi elementi permettono di spiegare almeno in parte i motivi per cui il generale Paulus obbedì disciplinatamente all'ordine di Hitler, contro il parere di alcuni subordinati che lo sollecitavano a sganciarsi, e la 6ª Armata rimase ferma nella sacca, abbandonando i piani di ritirata, organizzando una difesa in tutte le direzioni, cercando di razionalizzare al massimo le scarse risorse logistiche e di vettovagliamento disponibili, mal reintegrate dal ponte aereo della Luftwaffe (che fin dall'inizio ottenne risultati molto deludenti) e attendendo il promesso soccorso dall'esterno.

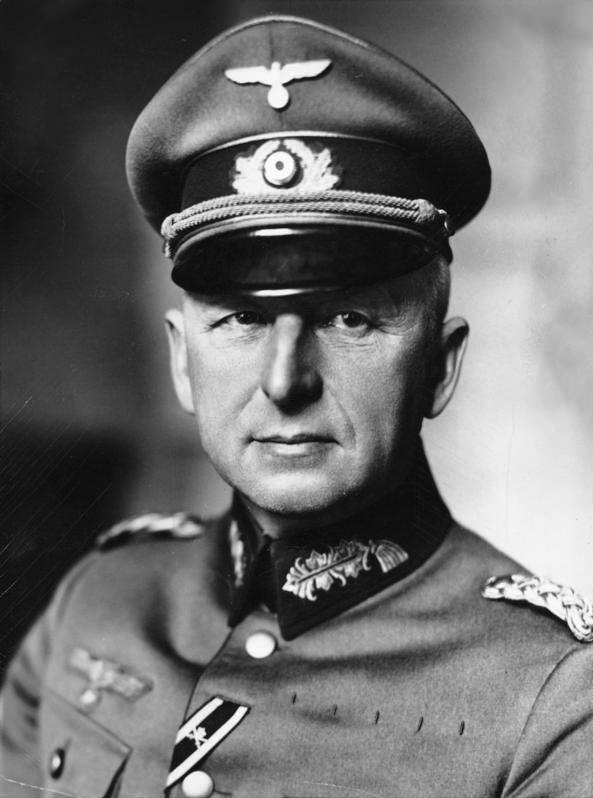
Il feldmaresciallo Erich von Manstein, a cui Hitler affidò il compito di salvare la 6ª Armata

Peraltro anche dal punto di vista dell'alto comando sovietico la situazione non era priva di problemi e di questioni operative da risolvere. Dopo l'euforia iniziale del 23 novembre, Stalin si trovava di fronte alla necessità di riorganizzare il piano operativo complessivo dell'offensiva invernale. Questa prevedeva, secondo il progetto originario delle successive offensive "planetarie" (denominate con nomi in codice astronomici: "Urano", "Saturno", "Marte", "Giove", "Stella"), l'immediata distruzione delle truppe tedesche accerchiate (erroneamente calcolate dal servizio informazioni sovietico in soli 80 000 uomini invece di oltre 250 000) al fine anche di liberare e rendere disponibili le truppe sovietiche impegnate sul fronte della sacca per rafforzare altri settori del fronte, e il proseguimento, nel tempo più breve possibile, dell'offensiva con l'esecuzione del progetto "Saturno": un grande attacco diretto principalmente contro la debole 8ª Armata italiana (ARMIR), puntando direttamente su Rostov per isolare e distruggere l'intero raggruppamento tedesco avventuratosi nel Caucaso.
Gli eventi che costrinsero Stalin e lo Stavka a una profonda revisione dei piani inizialmente progettati e che resero la battaglia ancor più accanita, prolungata e combattuta furono: 1) la prevista immediata distruzione delle truppe tedesche accerchiate nella sacca di Stalingrado si dimostrò impossibile e quindi grandi forze russe (sette armate al comando del generale Rokossovskij) rimasero impegnate nel blocco della sacca. Le truppe tedesche, almeno fino al Natale 1942, mantennero un morale sorprendentemente alto, fiduciose nelle promesse di Hitler, e combatterono in difensiva con il massimo accanimento a dispetto del crescente peggioramento della situazione dei rifornimenti e dell'inclemente inverno russo; 2) i tedeschi riuscirono fortunosamente a ricostituire, con affrettati reparti di blocco, un precario fronte difensivo impedendo un'immediata ripresa dell'avanzata sovietica, grazie soprattutto alle improvvisazioni organizzative del generale Walther Wenck e anche all'afflusso dei primi rinforzi; 3) si manifestarono i primi segni del raggruppamento di nuove forze tedesche per sbloccare la "Fortezza Stalingrado", con conseguente necessità per l'alto comando sovietico di impedire a tutti i costi il ricongiungimento con le truppe accerchiate.
Di fronte a questi complessi problemi strategico-operativi le discussioni al livello della Stavka e dei comandi campali furono particolarmente aspre; il generale Vatutin era favorevole a proseguire ugualmente con l'ambizioso piano "Saturno" originale a differenza dei generali Vasilevskij ed Erëmenko che invece riteneva essenziale rafforzare l'anello d'accerchiamento e bloccare l'eventuale controffensiva del feldmaresciallo von Manstein. Le decisioni finali di Stalin, come sempre irritabile e oscillante tra euforia e preoccupazione, furono militarmente corrette: 1) interrompere gli inutili e costosi attacchi contro la "sacca di Stalingrado", al momento ancora molto solida, e limitarsi a rafforzare al massimo il perimetro di accerchiamento per impedire sortite da parte della 6ª Armata; 2) dirottare grandi forze di riserva (principalmente la potente 2ª Armata delle guardie del generale Rodion Jakovlevič Malinovskij) sul fronte di Erëmenko per bloccare la controffensiva tedesca di salvataggio; 3) ridurre la portata strategica di "Saturno", trasformandola in operazione Piccolo Saturno (in russo операция «Малый Сатурн») diretta principalmente a distruggere l'8ª Armata italiana e a mettere in pericolo (con una progressione delle colonne corazzate sovietiche verso sud-est invece che direttamente verso sud) le retrovie e le spalle del nuovo raggruppamento del feldmaresciallo von Manstein.

### Dicembre, il tentativo di salvataggio tedesco
Dopo una fase preparatoria difficoltosa e piuttosto lenta a causa dei notevoli problemi logistici per effettuare gli spostamenti di truppe previsti per rafforzare la nuova massa offensiva destinata, secondo le aspettative di Hitler e dell'alto comando, a sbloccare la 6ª Armata accerchiata nel Kessel, l'offensiva del feldmaresciallo von Manstein (nome in codice "operazione Tempesta Invernale", in tedesco Wintergewitter) ebbe inizio solo il 12 dicembre a partire dalla regione di Kotel'nikovo. Le forze radunate erano in realtà fortemente ridotte rispetto agli ottimistici piani iniziali; il nucleo principale era costituito da tre Panzer-Division piuttosto incomplete: 6. proveniente dalla Francia, 23. ritornata dal Caucaso e 17. dirottata dal Gruppo d'Armate "Centro". Non fu possibile raggruppare altre formazioni d'attacco principalmente a causa delle continue necessità di rinforzi provenienti da altri settori del fronte orientale per la crescente pressione delle forze sovietiche lungo tutto il fronte; inoltre Hitler decise in un primo momento di non evacuare i territori conquistati nel Caucaso da cui avrebbero potuto essere teoricamente recuperate forze notevoli da impiegare nella regione di Stalingrado.

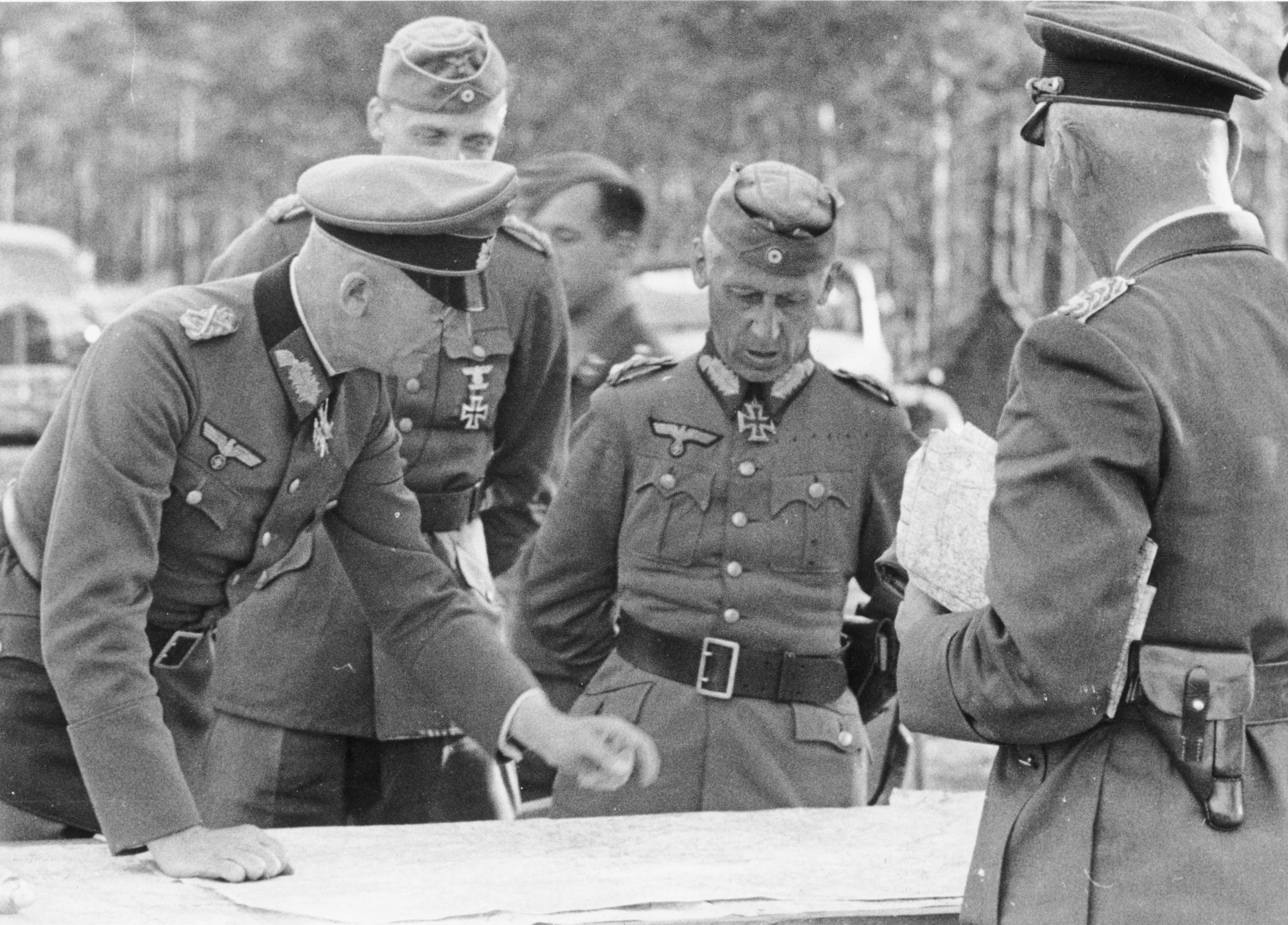
Hermann Hoth (al centro nella foto, a colloquio con il feldmaresciallo Fedor von Bock nella estate 1941) guidò i suoi carri armati nella disperata missione di salvataggio

Nonostante queste carenze, l'offensiva, diretta sul campo dall'esperto generale Hermann Hoth, inizialmente ottenne risultati incoraggianti e colse piuttosto di sorpresa i sovietici, ancora impegnati nei complessi riposizionamenti di truppe previsti da Stalin. Entro quattro giorni le colonne corazzate tedesche si spinsero, in mezzo alla neve, fino a portata tattica dalla sacca di Stalingrado, nonostante aspri contrattacchi sferrati dai sovietici con unità meccanizzate. Gli elementi di punta della 6. Panzer-Division giunsero il 19 dicembre a 48 km dal perimetro della sacca. L'avanzata tedesca aveva però ormai esaurito la sua energia propulsiva e di fronte alla crescente resistenza dei sovietici, divenne impossibile fare ulteriori progressi in direzione degli accerchiati. A questo punto, l'ultima speranza di salvezza per Paulus sembrò risiedere in una sortita autonoma dalla sacca da parte della stessa 6ª Armata, dopo aver abbandonato parte degli equipaggiamenti e dei mezzi, in direzione delle colonne del generale Hoth. Venne predisposto un piano di emergenza, la cosiddetta "operazione Colpo di tuono", in tedesco Donnerschlag.
In questa fase il processo decisionale tedesco fu particolarmente ingarbugliato. Hitler rifiutò fermamente di autorizzare la sortita; egli ritenne tecnicamente impossibile la ritirata di un'intera armata, indebolita e quasi immobile a causa della carenza di carburante, attraverso la steppa in pieno inverno. Paulus e von Manstein apparvero incerti sul da farsi, pronti a scaricarsi reciprocamente le responsabilità della conduzione di un'operazione di ripiegamento così rischiosa da parte dell'armata ormai già fortemente logorata da un mese di accerchiamento. Alla fine, di fronte a queste indecisioni e contraddizioni, la 6ª Armata finì per rimanere ferma dentro la "sacca", in attesa del suo tragico destino, in mezzo all'inverno russo.
Va anche sottolineato che, di fronte agli sviluppi catastrofici per i tedeschi e le forze dell'Asse dell'operazione Piccolo Saturno, iniziata dai sovietici il 16 dicembre, ormai il problema della 6ª Armata per l'OKH, von Manstein e anche Hitler passava in secondo piano. Diveniva essenziale dal punto di vista strategico generale impedire una disfatta definitiva dell'intero schieramento tedesco nel sud e nel Caucaso. In questo senso, a partire da questo momento (intorno al Natale 1942), il ruolo dell'armata accerchiata, ormai considerata virtualmente perduta dall'Alto Comando tedesco e dallo stesso von Manstein, fu di fatto soprattutto quello di mantenere attivo il più a lungo possibile un nucleo di resistenza che tenesse impegnate il massimo di forze sovietiche, che altrimenti avrebbero potuto essere impiegate per rafforzare l'offensiva generale sovietica, allora in pieno svolgimento. Quanto a Hitler, sembra che egli abbia preferito continuare a illudersi (a gennaio ancora discorreva di un nuovo tentativo di salvataggio con divisioni Waffen-SS richiamate dalla Francia); apparentemente confidò a lungo di riuscire ad evitare la catastrofe a Stalingrado; da ultimo, ormai cosciente della inevitabile perdita della 6ª Armata, preferì trasformare con artifici propagandistici la sconfitta in un esempio epocale della incrollabile resistenza fino all'ultima cartuccia e all'ultimo uomo della Germania nazista; egli quindi incitò sistematicamente alla resistenza a oltranza e rifiutò di approvare una resa formale delle truppe accerchiate.

## Operazione Piccolo Saturno

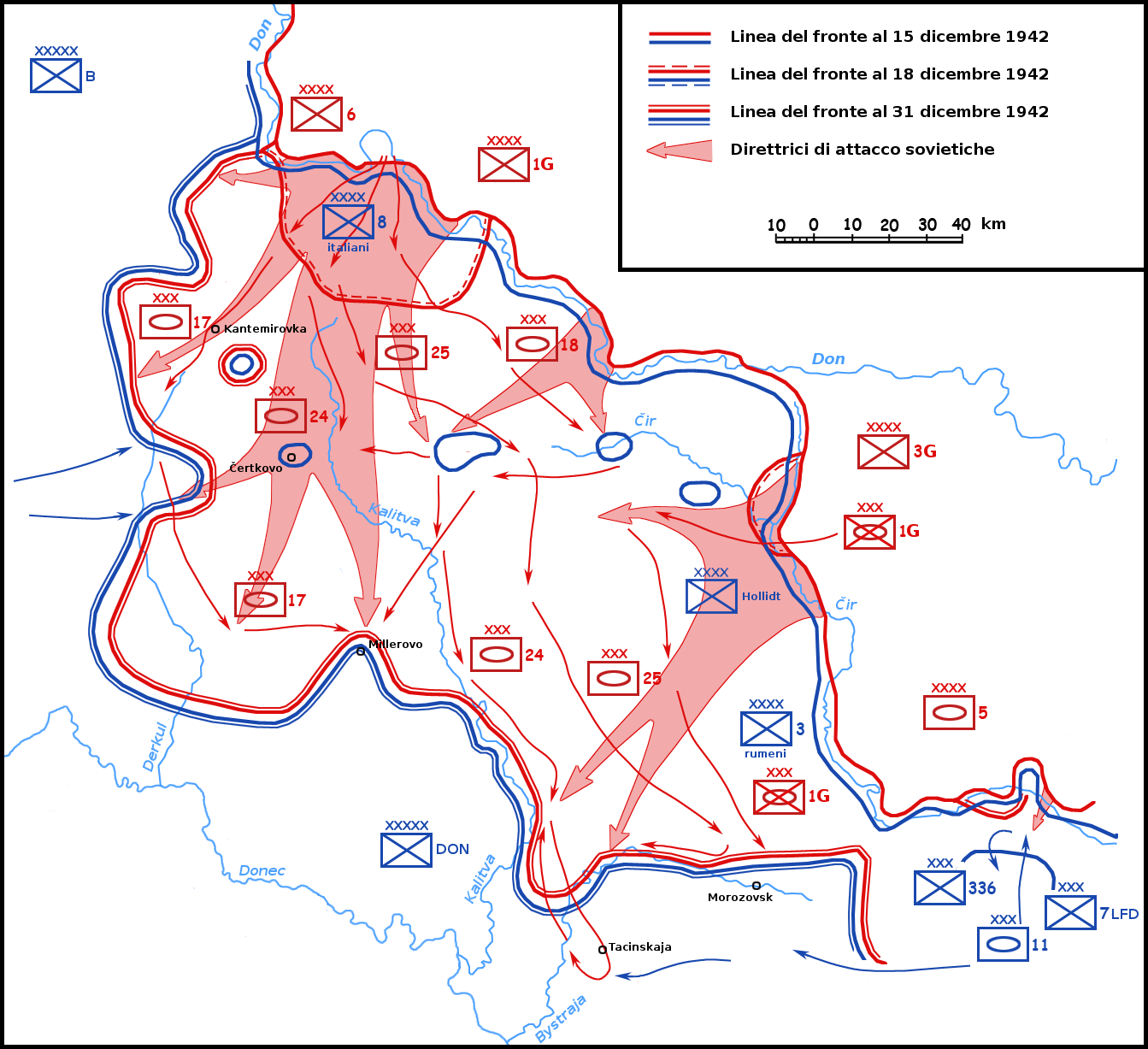
Le direttrici dell'operazione Piccolo Saturno

L'operazione Piccolo Saturno ebbe inizio, dopo essere stata ridimensionata nei suoi obiettivi strategici rispetto all'originario progetto "Saturno" adottato da Stalin e Vasilevskij, il 16 dicembre 1942 principalmente contro la debole 8ª Armata italiana e le residue truppe rumene schierate sul fiume Čir. La resistenza iniziale italiana fu tenace, nonostante le evidenti carenze di armi anticarro, di equipaggiamenti invernali idonei e di riserve corazzate moderne ma già il 19 dicembre il fronte dell'8ª Armata cominciò a cedere per poi crollare completamente nei giorni successivi di fronte all'irruzione in massa delle ingenti truppe corazzate impegnate dai sovietici (cinque corpi corazzati o meccanizzati con un totale di circa 1 000 carri armati). I generali Vatutin, comandante del Fronte Sud-Ovest, e Filipp Ivanovič Golikov, comandante del Fronte di Voronež, che conducevano questa offensiva, spinsero in profondità le loro colonne per aggirare e isolare i residui capisaldi nemici e minacciare le retrovie del raggruppamento del feldmaresciallo von Manstein.

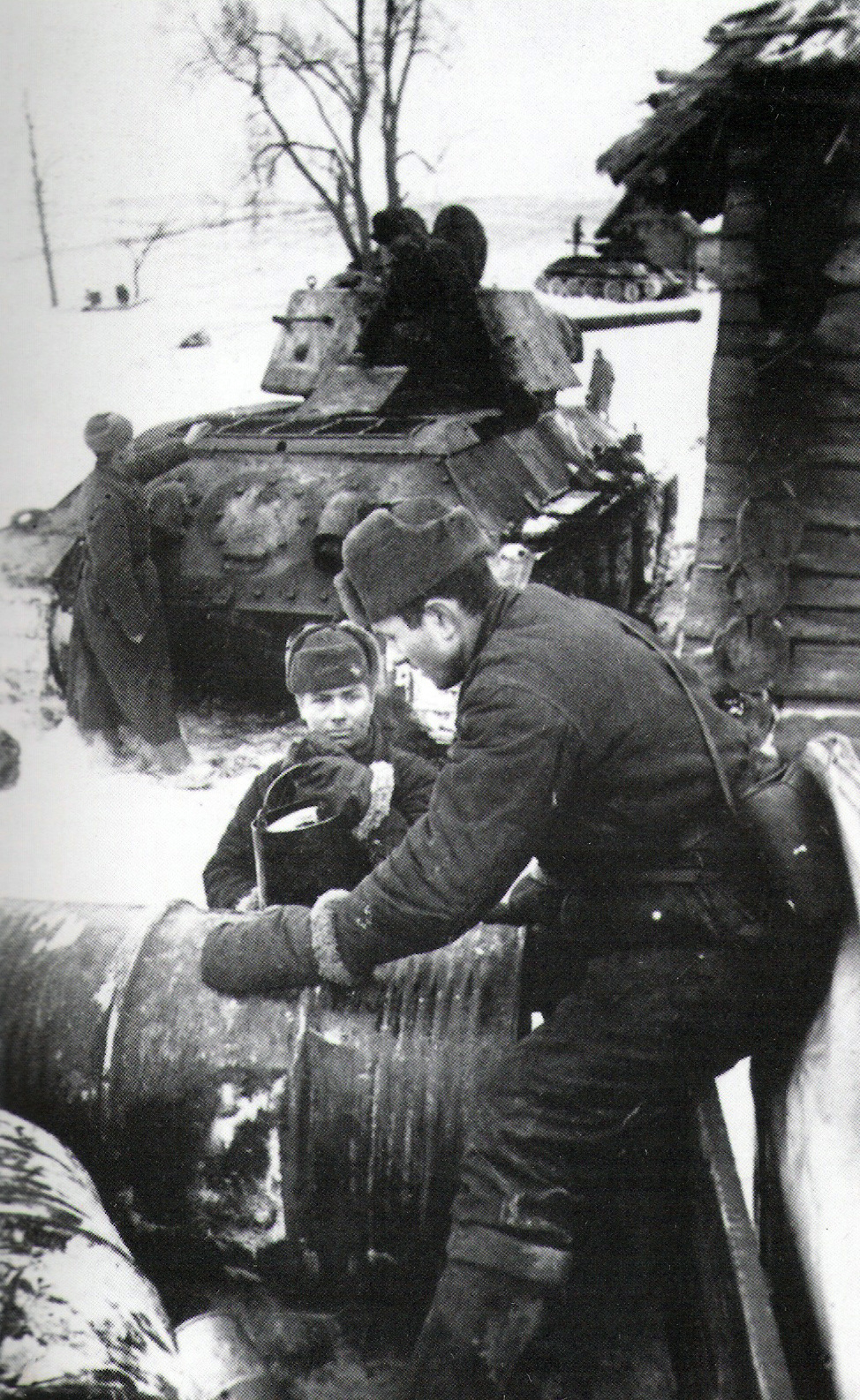
I carristi sovietici si riforniscono di carburante durante l'operazione Piccolo Saturno

In pochi giorni la situazione dell'Asse si aggravò in maniera disastrosa con l'irruzione del 17º Corpo corazzato sovietico a Kantemirovka (importante centro di comando italiano) in mezzo alle colonne italiane in rotta a piedi nella neve, e l'audace penetrazione isolata del 24º Corpo corazzato che si spinse, il 24 dicembre, fino alla regione degli aeroporti di Tacinskaja e Morozovsk, da dove partivano gli aerei della Luftwaffe che cercavano di rifornire la sacca di Stalingrado. La precipitosa evacuazione degli aerodromi e il tempestivo intervento delle riserve corazzate del feldmaresciallo von Manstein, in parte provenienti proprio dal raggruppamento Hoth sul fronte di Stalingrado, costrinsero l'Alto comando tedesco ad arrestare l'operazione "Tempesta Invernale" e resero impossibile l'effettuazione di un'eventuale operazione "Colpo di Tuono", ma permisero di evitare una catastrofe irreversibile e di contenere in qualche modo la progressione sovietica. L'alto comando tedesco dovette abbandonare qualsiasi speranza di salvataggio della 6ª Armata, ripiegare ulteriormente e cominciare anche l'evacuazione del Caucaso che fu autorizzata dopo numerose tergiversazioni da Hitler il 30 dicembre 1942. Fu questa la svolta decisiva che suggellò il destino della 6ª Armata ormai isolata, affamata a causa del completo fallimento del rifornimento aereo nonostante le promesse di Göring senza speranza di aiuto e destinata a sacrificarsi in una disperata difesa fino all'ultimo per impegnare ancora il maggior numero di forze sovietiche e aiutare in questo modo l'alto comando tedesco a ristabilire un fronte più arretrato.
Il generale Paulus, dopo aver eseguito disciplinatamente tutti gli ordini di Hitler (prima quello di rinchiudersi dentro la "Fortezza Stalingrado" e poi di non effettuare una disperata sortita solitaria), ora accettò anche questo ruolo finale di sacrificio e, almeno esteriormente e nei proclami finali alle truppe accerchiate, mantenne fiducia in Hitler e nel risultato della lunga battaglia. Un sentimento di amara delusione si diffuse peraltro ormai tra le truppe e anche nei comandi (Paulus e Schmidt inclusi) di fronte alle sempre maggiori difficoltà di vettovagliamento, al moltiplicarsi delle sofferenze, all'imperversare del clima invernale e alla consapevolezza di come fosse ormai impossibile ricevere aiuti dall'esterno.

## Operazione Anello: la battaglia finale

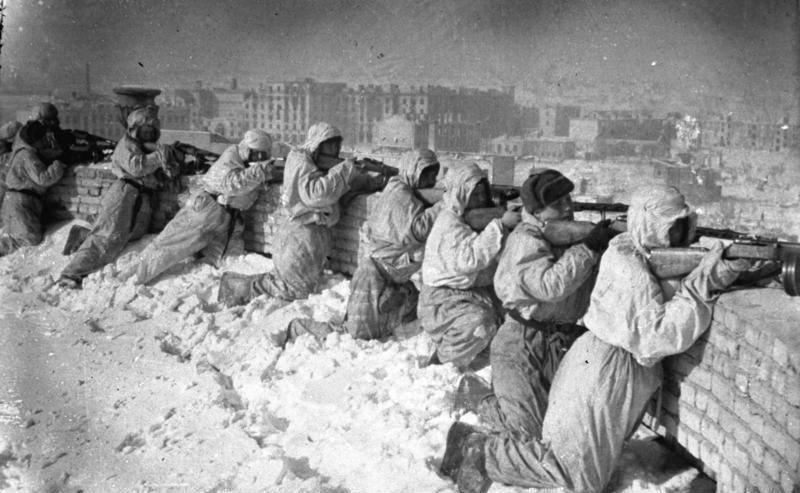
Gennaio 1943; fanti sovietici in uniforme mimetica invernale armati con PPŠ-41, nota pistola mitragliatrice

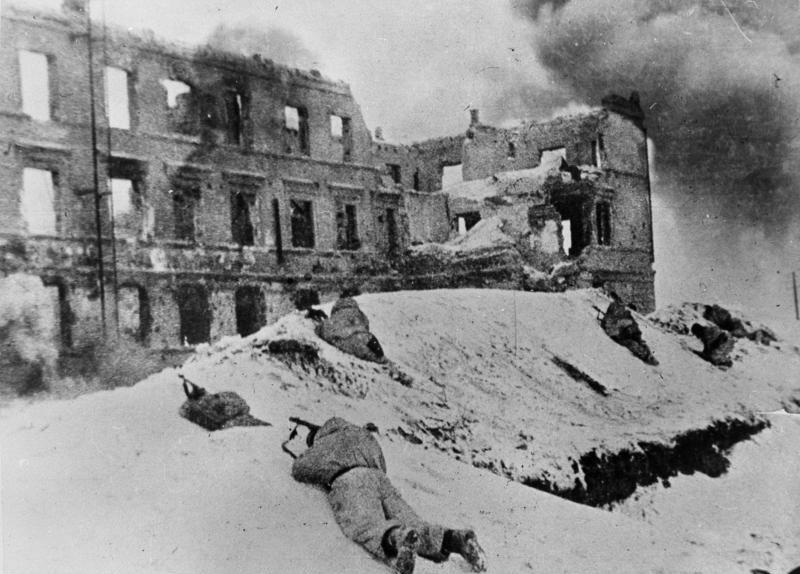
I sovietici schiacciano le ultime resistenze (inverno 1943)

Il 10 gennaio 1943 ebbe inizio l'ultimo atto della lunga battaglia di Stalingrado. Contemporaneamente Hitler, il generale Kurt Zeitzler e il feldmaresciallo von Manstein, comandante del Gruppo d'armate Don erano alle prese con le apparentemente inesauribili offensive sovietiche dirette a isolare il raggruppamento tedesco del Caucaso, ora in ripiegamento verso nord, e avevano dovuto impegnare tutte le residue forze dell'Asse nel settore meridionale del fronte orientale, dove il 12 gennaio 1943 era iniziata una nuova travolgente offensiva sovietica. L'offensiva Ostrogožsk-Rossoš' in pochi giorni provocò il crollo anche della 2ª Armata ungherese e del Corpo d'armata alpino italiano posizionati sul corso superiore del Don. Stalin e il comando sovietico poterono scatenare finalmente, dopo numerosi rinvii dovuti all'evolversi della situazione generale e alla necessità di raggruppare le forze necessarie per distruggere la massa di truppe tedesche accerchiate, l'offensiva finale per eliminare la sacca di Stalingrado: l'operazione Anello, in russo операция «Кольцо».

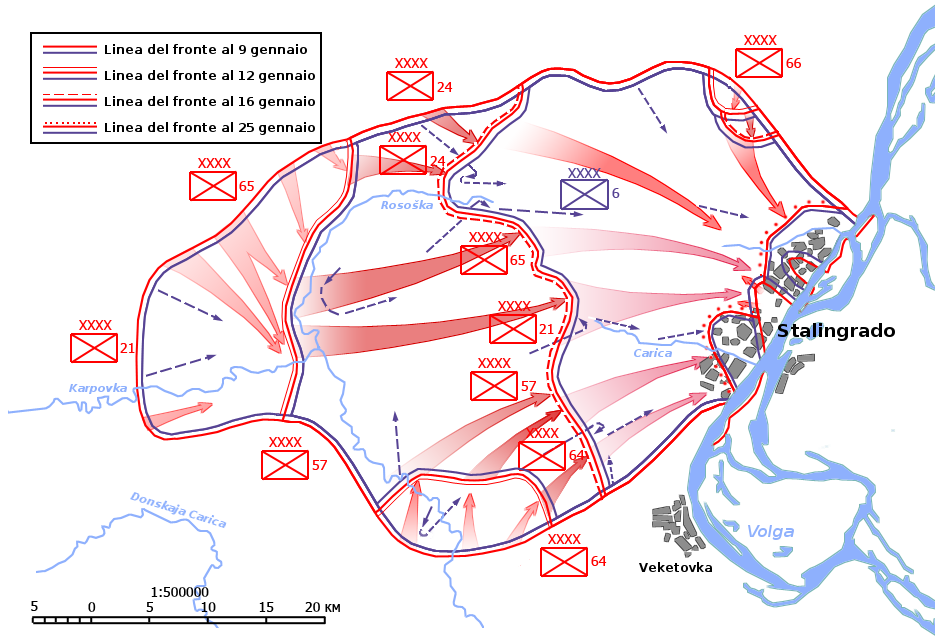
Operazione "Anello" (Kolzò): la fine della 6ª Armata tedesca

Le ripetute sollecitazioni di Stalin indirizzate ai generali Rokossovskij e Nikolaj Voronov, i due comandanti sovietici incaricati di distruggere le forze accerchiate, per accelerare al massimo questa operazione finale sembrerebbero confermare l'importanza, anche per l'alto comando sovietico, di liberare il più presto possibile truppe da impiegare nell'offensiva principale a sud, e in parte confermerebbero la validità da un punto di vista di strategia militare (nonostante la cinica inumanità per le truppe ridotte allo stremo) della decisione di Hitler, e in parte anche di von Manstein e di Paulus, di evitare una resa prematura della 6ª Armata, che, continuando a resistere, ostacolava il dispiegamento delle forze sovietiche su altri fronti. Inutile risultò quindi la presentazione da parte dei comandi sovietici di un ultimatum, formalmente corretto, per invitare alla resa la 6ª Armata prima dell'attacco finale e per evitare un ulteriore spargimento di sangue.

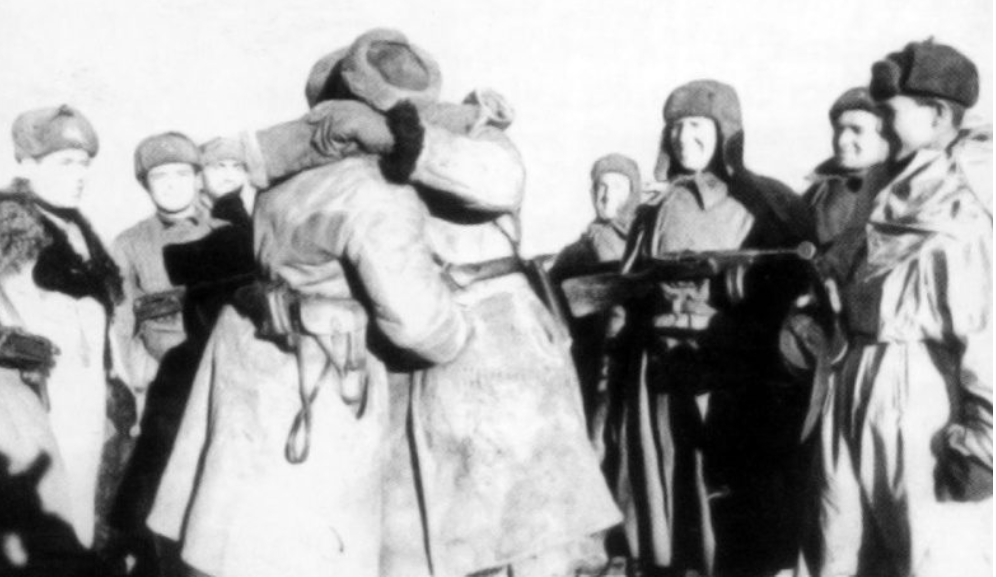
Incontro tra i soldati della 21ª Armata e della 62ª Armata al Mamaev Kurgan.

La lotta finale, che si svolse dal 10 gennaio al 2 febbraio, venne condotta dalle due parti con particolare accanimento fino all'ultimo: i sovietici fecero uso in massa dell'artiglieria per distruggere i nuclei di resistenza delle truppe tedesche fortemente indebolite dal lungo assedio; le successive linee di arroccamento predisposte dai tedeschi per prolungare al massimo la resistenza vennero superate. Con la conseguente perdita degli aerodromi si verificarono i primi episodi di panico collettivo e di dissoluzione dei reparti; nelle settimane precedenti per via aerea erano stati evacuati almeno 30 000 soldati tra feriti, specialisti e ufficiali superiori. La maggior parte dei soldati furono uccisi sul posto. Chi scampò alla morte si riversò assieme a feriti e sbandati verso le rovine di Stalingrado dove si sviluppò l'ultima resistenza. Dopo la divisione in due parti della sacca e il congiungimento il 26 gennaio 1943 tra le forze sovietiche in avanzata da ovest e le truppe del generale Čujkov che tenevano ancora tenacemente la linea del Volga, ogni ulteriore resistenza risultò impossibile. Paulus, isolato nella sacca meridionale, venne catturato il 31 gennaio 1943 dalle truppe della 64ª Armata del generale Michail Šumilov senza opporre ulteriore resistenza e senza una resa formale; gli ultimi nuclei tedeschi nella sacca settentrionale, nell'area delle grandi fabbriche, al comando del generale Karl Strecker, si arresero definitivamente il 2 febbraio 1943.
La 6ª Armata e tutte le truppe inizialmente accerchiate nella sacca erano state completamente distrutte. I prigionieri nella fase finale furono circa 90 000. Paulus, insieme alla maggior parte dei generali comandanti, condivise la resa dei superstiti e rifiutò il tacito invito di Hitler al suicidio per suggellare epicamente con un esempio di fedeltà nibelungica l'epopea tedesca di Stalingrado, nonostante questi lo avesse promosso feldmaresciallo pochi giorni prima della resa finale, sottolineando che nessun tedesco di tale grado si fosse mai arreso.

## La vittoria sovietica

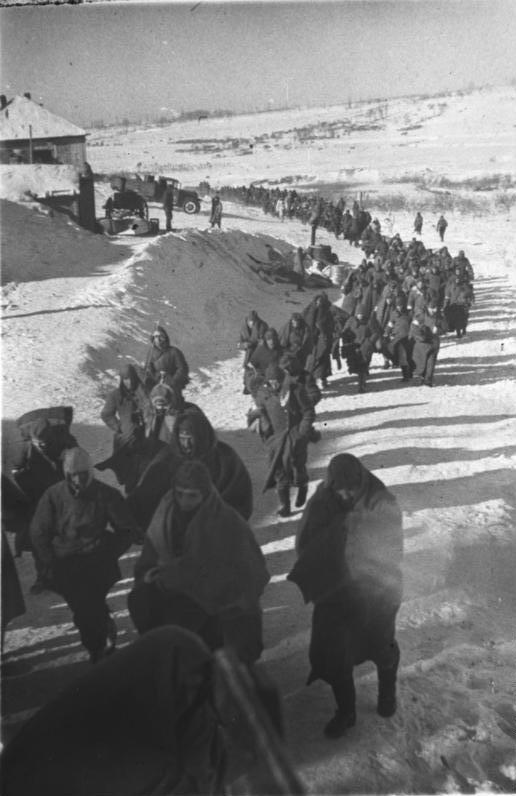
Prigionieri tedeschi in marcia nella neve verso i campi di raccolta nelle retrovie

Dopo la resa dell'ultimo nucleo di resistenza, nel pomeriggio un aereo da ricognizione tedesco sorvolò la città, non riportando alcun segno di combattimento. La lunga battaglia era finita con la disfatta totale tedesca.
Il computo delle perdite dalle due parti risulta particolarmente difficile e dipende anche dal periodo cronologico preso in considerazione; la battaglia inizia, secondo la storiografia sovietica, il 17 luglio 1942 e termina il 2 febbraio 1943. Le perdite umane da parte sovietica sono dettagliatamente riportate nelle opere storiche edite dopo l'apertura degli archivi segreti di Mosca: da questa documentazione prima riservata risulta un totale di 478 000 morti o dispersi (323 000 fino al 18 novembre 1942 e 154 000 dopo l'inizio della controffensiva sovietica) e 650 000 feriti.

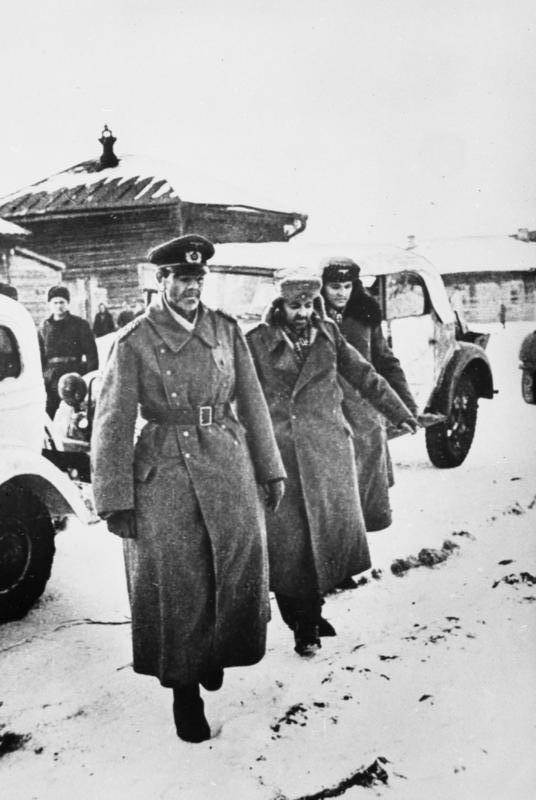
La fine: il feldmaresciallo Paulus e il suo stato maggiore si arrendono il 31 gennaio 1943

Il calcolo delle perdite umane dell'Asse risulta molto difficile. In termini di divisioni i tedeschi ne ebbero venti distrutte completamente a Stalingrado e altre dieci-quindici nelle battaglie del teatro meridionale del fronte orientale; i romeni persero diciannove divisioni, gli italiani e gli ungheresi dieci ciascuno. Le perdite dentro la sacca furono di 140 000 morti e dispersi e 100 000 prigionieri, di cui solo 5 000 sarebbero tornati in Germania entro il 1955 ma a questi prigionieri devono aggiungersene altri soldati tedeschi catturati al di fuori della sacca e i prigionieri rumeni, circa 100 000, ungheresi, 60 000, e italiani, oltre 50 000. Stalin e lo Stavka rivendicarono in un comunicato straordinario di aver inflitto alle potenze dell'Asse la perdita di oltre 1 milione di uomini nel periodo novembre 1942-marzo 1943. Mancano inoltre dati precisi sulle perdite dell'Asse durante la fase offensiva dell'estate del 1942.
Le perdite di materiale bellico sono ancor più difficili da computare. Tutto il materiale della 6ª Armata accerchiata fu distrutto (tra cui circa 170 carri armati e 1 300 cannoni). Le perdite sovietiche di carri armati furono molto alte, visto il loro impiego audace in profondità: ammonterebbero a circa 1 400 mezzi nella fase difensiva e a ulteriori 2 900 in quella offensiva; l'Armata Rossa era in grado di subire tali perdite e mantenere ugualmente la coesione e l'efficienza offensiva dei reparti grazie alla capacità di resistenza delle truppe e alle continue nuove forniture, provenienti dalle fabbriche degli Urali. Le perdite di aerei sono calcolate a circa 2 800 velivoli per tutto il periodo luglio 1942-febbraio 1943. Un preciso calcolo delle perdite totali dell'Asse è difficile: i romeni avevano circa 140 carri armati che furono quasi tutti distrutti, gli italiani e gli ungheresi un altro centinaio di mezzi che andarono ugualmente perduti; i tedeschi persero oltre 800 carri armati nella fase difensiva invernale. In realtà le perdite potrebbero essere state più alte: un rapporto dell'OKH calcola 2 500 carri distrutti da novembre 1942 a febbraio 1943 su tutto il fronte orientale; inoltre mancano dati precisi sulle perdite durante la prima fase della battaglia. Il computo delle perdite aeree dell'Asse è complesso; sembra sicura soltanto la perdita di ben 488 aerei da trasporto durante la fase del rifornimento aereo della sacca.. Le fonti sovietiche riferiscono di almeno 800 perdite aeree dell'Asse nel periodo invernale; le fonti tedesche sono incomplete; i dati variano da 580 a 640 aerei perduti.
La spinta al morale della coalizione anti-hitleriana data dalla sconfitta tedesca fu grande particolarmente in Unione Sovietica ma anche nei paesi alleati. Il mito dell'invincibilità della Germania e di Hitler venne distrutto per sempre, mentre tra le potenze dell'Asse le ripercussioni politico-morali furono notevoli sia a livello di opinione pubblica sia di quadri dirigenti (in Italia, Romania, Ungheria e anche nella Turchia non belligerante). La battaglia di Stalingrado rimane la più grande e decisiva sconfitta militare, politica e morale della Germania nella seconda guerra mondiale, nonché, in assoluto, una delle più grandi catastrofi della storia tedesca.
Storici e memorialisti sovietici hanno sempre considerato questa battaglia il punto di svolta decisivo non solo della guerra sul fronte orientale ma di tutto il secondo conflitto mondiale. La vittoria sul Nazionalsocialismo apparve per la prima volta possibile anche se non in tempi così immediati come in un primo momento Stalin sembra aver creduto. «Eravamo convinti che le maggiori difficoltà fossero ormai alle nostre spalle», dirà il generale Vasilevskij, uno dei protagonisti della vittoria.

## Valutazioni storiografiche
(Affermazione del generale tedesco Hans Doerr)

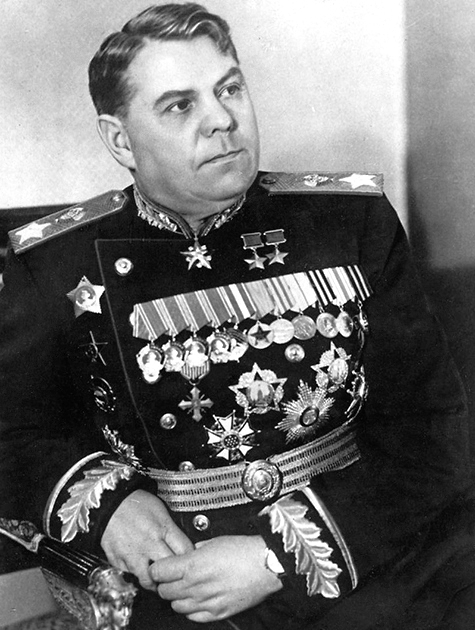
Il maresciallo Vasilevskij, capo di stato maggiore generale dell'Armata Rossa e artefice principale della vittoria sovietica

La battaglia di Stalingrado resta il simbolo della disfatta tedesca sul fronte orientale. Una parte della storiografia occidentale tuttavia, riprendendo in parte vecchie argomentazioni della propaganda bellica tedesca, ha proposto un'interpretazione della battaglia che ne riduce l'importanza storica nel contesto complessivo della seconda guerra mondiale.
In particolare è stato preso in considerazione il ruolo delle truppe accerchiate nelle fasi finali della battaglia e l'importanza strategica globale della loro resistenza: la 6ª Armata tedesca da sola tenne impegnate per oltre due mesi sette armate russe che di fatto non poterono essere impiegate per ulteriori offensive e quindi rimasero bloccate sul posto. Se queste forze non avessero dovuto tenere accerchiate le truppe del generale Paulus, avrebbero potuto partecipare all'offensiva generale sovietica in corso su tutto il fronte. Il loro intervento avrebbe potuto causare il crollo irreversibile del fronte sud tedesco. Mentre la 6ª Armata resisteva a Stalingrado, le altre forze della Wehrmacht, dopo il tentativo del feldmaresciallo von Manstein, si stavano riorganizzando su un fronte più difendibile e avevano bisogno di guadagnare tempo. Il fronte così accorciato avrebbe permesso di resistere con le forze disponibili.
L'argomento che la resistenza della 6ª Armata fosse necessaria e molto importante per mantenere agganciate cospicue forze sovietiche che altrimenti avrebbero potuto riversarsi contro il fronte tedesco e provocare una disfatta definitiva non è nuovo, ma risale a Hitler in persona, che lo utilizzò per motivare la sua dura decisione di impedire sia una sortita dell'ultima ora (a fine dicembre) delle truppe accerchiate, sia una loro resa a suo avviso prematura. Questo ragionamento, in parte condiviso dal feldmaresciallo von Manstein, è stato criticato in sede di analisi storiografica, al di fuori del fatto puramente umano legato alle sofferenze inflitte alle truppe accerchiate senza speranza di scampo.
In primo luogo, secondo questi storici, è indimostrabile il presunto effetto risolutivo di queste truppe sovietiche impegnate contro la sacca, in ragione della loro non eccezionale consistenza numerica (circa 250 000 uomini.), delle enormi difficoltà logistiche invernali anche per i sovietici e degli errori strategici che Stalin e lo Stavka spesso compivano. Infatti, quando queste truppe furono finalmente impegnate dopo la resa del 2 febbraio, vennero dirottate malamente e con grande difficoltà sul fronte centrale e non ottennero alcun risultato di rilievo. In secondo luogo, è altrettanto vero che se Hitler avesse disimpegnato prontamente la 6ª Armata già in novembre invece di mantenerla a tutti i costi nella "Fortezza", oppure avesse sganciato il raggruppamento del Caucaso già agli inizi di dicembre, senza aspettare la catastrofe dell'operazione Piccolo Saturno, si sarebbe ottenuto un rafforzamento del fronte tedesco molto più cospicuo, con conseguente maggiore solidità difensiva, e forse si sarebbero potuti salvare i soldati accerchiati.
Tale argomento, ripreso a volte da una parte della storiografia occidentale, serviva a Hitler soprattutto per giustificare alcuni suoi evidenti errori di valutazione strategica e per trasformare epicamente la resistenza della sacca di Stalingrado in un evento eroico, in linea con la tradizione germanica. Una parte della storiografia occidentale ha utilizzato questo argomento e anche dati statistici incompleti per ridimensionare il significato storico della battaglia, accentuando invece la rilevanza di operazioni anglosassoni come la battaglia di El Alamein (dove furono impegnati in tutto non più di 40 000 soldati tedeschi e 60 000 italiani); la resa in Tunisia, nota anche come "Tunisgrado", dove in realtà le perdite complessive dell'Asse furono di circa 250 000 uomini, ovvero meno di un quarto di quelle della battaglia di Stalingrado, o la stessa campagna di Normandia combattuta quasi due anni più tardi, con la Wehrmacht ormai decimata dalle campagne sul fronte sovietico e costretta a impiegare anche truppe volontarie straniere reclutate tra i prigionieri di guerra.
L'importanza storico-politica delle vittorie anglosassoni in Africa, in Europa nord-occidentale e nel Pacifico non va sminuita in senso contrario. Tuttavia, dal punto di vista militare la lunga campagna di Stalingrado, come affermano la maggior parte degli storici, anche occidentali rimane senza paragoni e sostanzialmente decisiva nella storia della seconda guerra mondiale in Europa.
Peraltro la Wehrmacht, anche dopo la sconfitta di Stalingrado, continuò a battersi tenacemente sul fronte orientale sia in difensiva sia contrattaccando localmente; ottenne un importante successo nella terza battaglia di Char'kov nel febbraio-marzo 1943 e tentò di prendersi la rivincita nella battaglia di Kursk (luglio 1943). La guerra sul fronte orientale sarebbe infatti durata ancora, aspra e sanguinosa, fino al maggio 1945 con il crollo finale del Terzo Reich. Tuttavia, come ha scritto lo storico statunitense David Glantz nel 2014, la battaglia di Stalingrado provocò realmente una svolta irreversibile, «perché fu una catastrofe da cui la Germania e la Wehrmacht non riuscirono più a riprendersi».

### Testi di riferimento
- (EN) AA.VV., The Global War, in Germany and the Second World War, Volume VI, New York, Oxford press, 1991, ISBN 0-19-822888-0.
- Eddy Bauer, Storia controversa della seconda guerra mondiale, Novara, DeAgostini, 1971, ISBN non esistente.
- Antony Beevor, Stalingrado, Milano, Rizzoli, 2000, ISBN 88-17-25876-8.
- Chris Bishop, Gli squadroni della Luftwaffe, Roma, L'airone Editore, 2008, ISBN 88-7944-929-X.
- Giuseppe Boffa, Storia dell'Unione Sovietica, parte II, Milano, Mondadori, 1979, ISBN non esistente.
- Paul Carell, Terra bruciata, Milano, RCS Libri, 2000, ISBN 88-17-25903-9.
- Paul Carell, Operazione Barbarossa, BUR, Milano, RCS Libri, 2000, ISBN 88-17-25902-0.
- Raymond Cartier, La seconda guerra mondiale, Milano, Mondadori, 1996, ISBN non esistente.
- Alfio Caruso, Noi moriamo a Stalingrado, Milano, Longanesi, 2006, ISBN 88-304-2396-3.
- Winston Churchill, La Seconda guerra Mondiale. Volume Quarto, Milano, Mondadori, 1951, ISBN non esistente.
- (EN) William Craig, Enemy at the Gates, Londra, Penguin books, 2000  [1973], ISBN non esistente.
- (EN) John Erickson, The road to Stalingrad, Londra, Cassell, 1975, ISBN 0-304-36541-6.
- (EN) John Erickson, The road to Berlin, Londra, Cassell, 1983, ISBN 0-304-36540-8.
- Gerlach Heinrich, L'armata tradita, Milano, Rizzoli, 1999, ISBN 88-17-11931-8.
- (EN) David Glantz, From the Don to the Dniepr, Londra, Frank Cass Publishers, 1991, ISBN 0-7146-3350-X.
- (EN) David Glantz e Jonathan House, When Titans clashed, Edimburgo, Birlinn Limited, 1996, ISBN 1-84158-049-X.
- (EN) David Glantz e Jonathan House, Endgame at Stalingrad, book one: november 1942, Lawrence, University press of Kansas, 2014, ISBN 978-0-7006-1954-2.
- (EN) David Glantz e Jonathan House, Endgame at Stalingrad, book two: december 1942-february 1943, Lawrence, University press of Kansas, 2014, ISBN 978-0-7006-1955-9.
- Friedrich Paulus e Walter Goerlitz, Stalingrado, Milano, Garzanti, 1964, ISBN non esistente.
- Vasilij Semënovič Grossman, Vita e destino, Milano, Adelphi, 2008, ISBN 88-459-2340-1.
- (EN) Wener Haupt, A history of the Panzer Troops, Schiffer, 1990, ISBN non esistente.
- Basil H. Liddel Hart, Storia militare della seconda guerra mondiale, Milano, Mondadori, 1996, ISBN non esistente.
- Irving David, La guerra di Hitler, Roma, Edizioni Settimo Sigillo, 2001, ISBN non esistente.
- Hans-Adolf Jacobsen e Rohwer Jurghen, Le battaglie decisive della Seconda Guerra Mondiale, Milano, Baldini&Castoldi, 1974, ISBN non esistente.
- John Keegan, Uomini e battaglie della seconda guerra mondiale, Rizzoli, 1989, ISBN non esistente.
- Ian Kershaw, Il mito di Hitler, Torino, Bollati Boringhieri, 1998, ISBN non esistente.
- Ian Kershaw, Hitler. 1936-1945, Milano, Bompiani, 2001, ISBN 88-452-4969-7.
- Richard Overy, Russia in guerra, Milano, Il Saggiatore, 2000, ISBN 88-428-0890-3.
- (EN) Geoffrey Roberts, Stalin's war, Yale University press, 2008, ISBN 0-300-13622-6.
- Aleksandr M. Samsonov, Stalingrado, fronte russo, Milano, Garzanti, 1964, ISBN non esistente.
- Giorgio Scotoni, L'Armata Rossa e la disfatta italiana (1942-43), Trento, Casa editrice Panorama, 2007, ISBN 88-7389-049-0.
- William Shirer, Storia del Terzo Reich, Einaudi, 1990, ISBN non esistente.
- Aldo Valori, La campagna di Russia, 1951, ISBN non esistente.
- Gerhard L. Weinberg, Il mondo in armi, UTET, 2007, ISBN non esistente.
- Alexander Werth, La Russia in guerra, Milano, Mondadori, 1966, ISBN non esistente.
- (EN) Earl Ziemke, Stalingrad to Berlin: the German defeat in the east, Honolulu, University Press of the Pacific, 1984  [1966], ISBN 1-4102-0414-6.

### Altri testi

#### Libri di carattere generale
- Alan Bullock, Hitler e Stalin. Vite parallele, Milano, Garzanti, 2004, ISBN 88-11-69273-3.
- (EN) Norman Davies, Europe at War 1939-1945: No Simple Victory, Londra, Penguin books, 2008, ISBN 0-14-311409-3.
- Frederick William Deakin, La brutale amicizia, Torino, Einaudi, 1990, ISBN 88-06-11786-6.
- Aldo Giannuli, Dalla Russia a Mussolini, Roma, Editori Riuniti, 2005, ISBN 88-359-5865-2.
- Andreas Hillgruber, Storia della Seconda Guerra Mondiale, Bari, Laterza, 1994, ISBN 88-420-4465-2.
- Gianni Rocca, Stalin, Milano, Mondadori, 1988, ISBN non esistente.

#### Libri specifici sulla battaglia di Stalingrado
- Vasilij Ivanovič Čujkov, La battaglia di Stalingrado, Editori Riuniti, 1964, ISBN non esistente.
- (FR) Francois de Lannoy, La bataille de Stalingrad, Bayeu, Editions Heimdal, ISBN non esistente.
- Friedrich Paulus, Stalingrado, Garzanti, 1961, ISBN non esistente.
- (EN) Stephen Walsh, Stalingrad. The infernal cauldron, Londra, Simon and Schuster, 2000, ISBN non esistente.